# Historia de Molinicos
El municipio español de Molinicos en la provincia de Albacete, perteneciente a la comunidad autónoma de Castilla-La Mancha. Molinicos, por su situación geográfica en el centro de la Mancomunidad de Municipios de la Sierra del Segura, que conforma su comarca natural, ha sido testigo de muchos de los vaivenes que ha sufrido y vivido la península ibérica a lo largo de la historia, además, cuenta con la particularidad de haber nacido como fruto de la unión de varios territorios dispersados políticamente, pero que iniciaron un camino en común a finales del siglo XVIII.

## Prehistoria

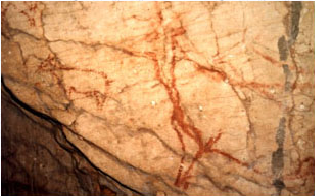
Cueva del Niño, en el vecino municipio de (Ayna).

Durante el paleolítico, debieron de existir pobladores dentro de los territorios de lo que hoy conforman el municipio de Molinicos, pues en las inmediaciones del mismo se encuentra el importante yacimiento de la Cueva del Niño (Ayna), con pinturas rupestres de más de 10 000 años de antigüedad.
Ya en el neolítico, debieron de sucederse grandes transformaciones en estas tierras, y dando comienzo el poblamiento de varios lugares del municipio, tales como el Cerro de Los Chovales, la Cueva de Cortes, o Piedra Picazos, todas ellas cerca de la Vegallera, lo que le convirtió en el núcleo más avanzado de Molinicos, según atestiguan ciertos vestigios aparecidos.
En cuanto al periodo prerromano es de destacar el íbero, que también dejó pruebas de su paso por Molinicos, y es que son varios los hallazgos de esta época de la historia de la península que se han encontrado cerca del municipio (el poblado íbero de la Piedra de Peñarrubia, el Tolmo de Minateda de Hellín, o la esfinge de Haches en Bogarra.

## Protohistoria

### Edad Antigua

Avance romano en la península ibérica.

La comarca de Molinicos se encontraba en una zona de transición entre los pueblos prerrománicos de los oretanos y bastetanos, con unos límites confusos entre ambos pueblos, máxime en una provincia como la de Albacete en donde no se han encontrado importantes hallazgos de esta época. No obstante, los historiadores hablan de la existencia de pequeños asentamientos cuya economía se basaba en el cultivo del olivo en todo el sur de la provincia.
La dominación romana debió de suponer para toda la comarca de Molinicos la unificación de las diferentes tribus indígenas que la poblaron antiguamente. La conquista debió de realizarse entre el año 197 y el 29 antes de Cristo. El municipio de Molinicos fue incluido, en un primer momento, en el territorio de la Hispania Citerior y más tarde en la Tarraconensis, aunque finalmente entrara dentro de la jurisdicción Cartaginensis. Muy cerca de Molinicos se encontraban importantes ciudades romanas como Saltigi, (Chinchilla de Monte-Aragón), Ilunum, actual (Hellín), Balazote o Castrum Altum (Peñas de San Pedro).
El municipio de Molinicos se encontraba entre dos importantes calzadas y rutas romanas:
- Una era la vía Hercúlea, camino que unía Cádiz con Roma, y que venía desde Mentesa Oretana (actual Villanueva de la Fuente en Ciudad Real), hacia Saguntum. Esta vía romana no fue creada ex novo, sino que aprovecharía la infraestructura viaria de los antiguos caminos íberos, reforzándola y aumentándola.

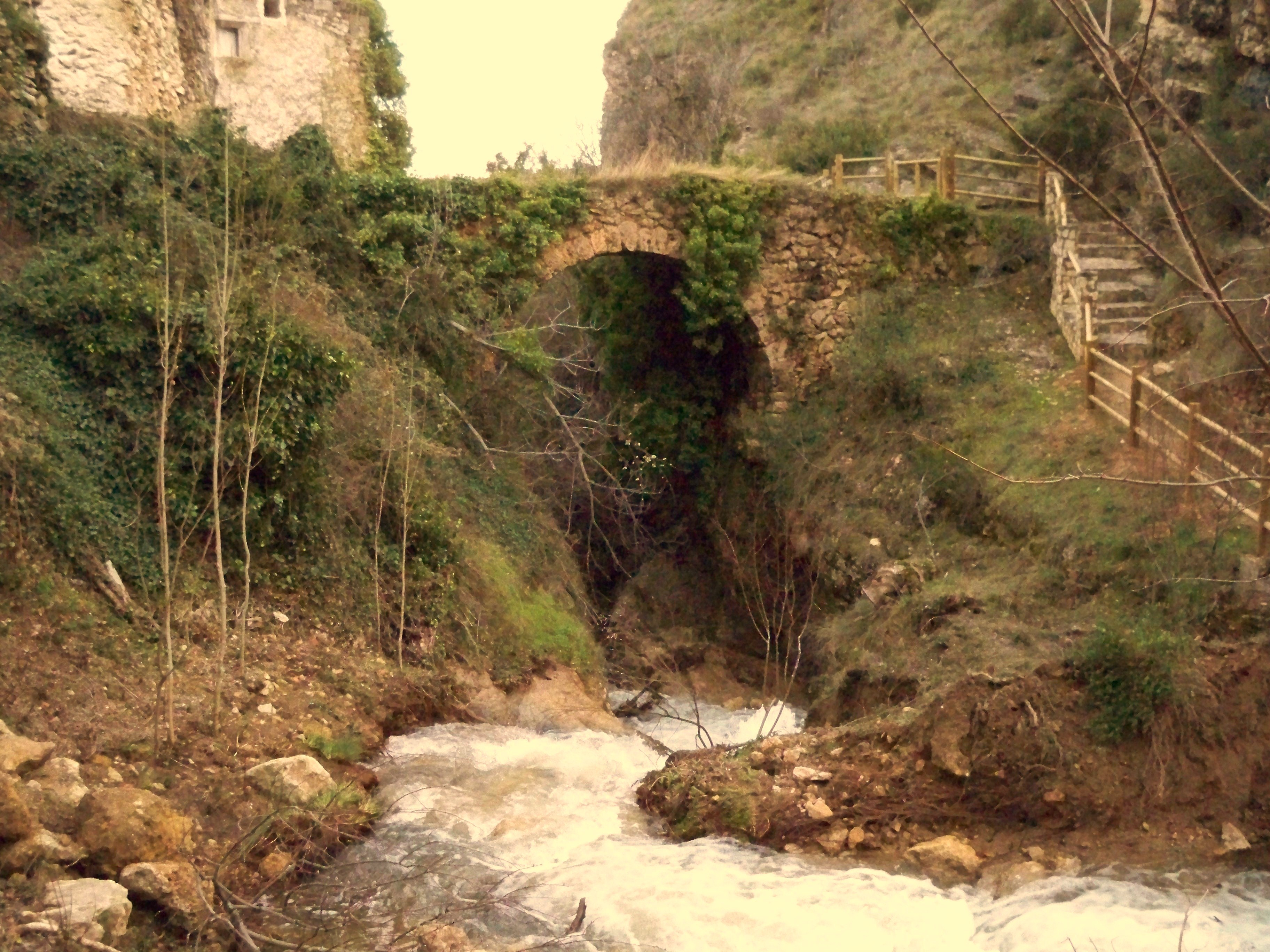
Acueducto medieval sobre el arroyo Morote.

- Otra era un ramal de la vía romana Córduba-Saguntum que una vez llega a Santisteban del Puerto (antigua Ilugo) se desviaba hacia Cartago Nova (Cartagena) por la cuenca del río Mundo en dirección a Hellín (Illunum), en donde enlazaba con otra importante vía, la de Complutum a Cartago Nova.

El Bajo Imperio romano se caracterizó como una época de inestabilidad política, de decadencia de la ciudad y el consiguiente establecimiento en el campo. Algunas ciudades se fortifican, pero progresivamente las oleadas de bárbaros, y los bagaudas, bandas de campesinos hambrientos que atentaban contra las grandes propiedades harán desquebrajarse al imperio en Hispania. En este contexto se sitúa el foedus o tratado entre el emperador Constancio y el visigodo Valla del año 415, en poco más de cien años los visigodos quedaron asentados en la península ibérica.
No existió un proceso de ruptura, sino de asimilación de la cultura romana por las poblaciones godas, siendo más propio hablar de hispanovisigodos. Convertida la población hispana al catolicismo en el año 589, uno de los aspectos más interesantes es el de la religiosidad. En la provincia de Albacete dos conjuntos rupestres dedicados al culto se encuentran en la comarca de Hellín, de tipo eromítico (La Camareta) y cenobítico (Alboragico), caracterizados por la presencia de cruces latinas y la orientación al Oriente.
Posteriormente, la presencia visigoda también debió de sentirse en Molinicos, pues se encontraba a caballo entre Alcaraz, donde se descubrió un jarro litúrgico de bronce, y Villares, donde se conoce la Gutta medieval, un municipio por tanto de esta época. En este periodo se pierde la anterior unidad del territorio quedando circunscrita la zona de Molinicos dentro de la región de la Orospeda que durante algún tiempo fue también conquistada por los bizantinos. Tras varias décadas de debilitamiento visigodo, se produce la entrada de los musulmanes en la península con el desembarco en Gibraltar el 27 de abril de 711, de Táriq Ibn Ziyad lugarteniente del gobernador de Tánger.

### Edad Media

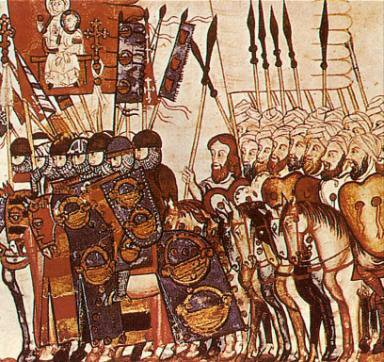
Lucha entre guerreros musulmanes y cristianos.

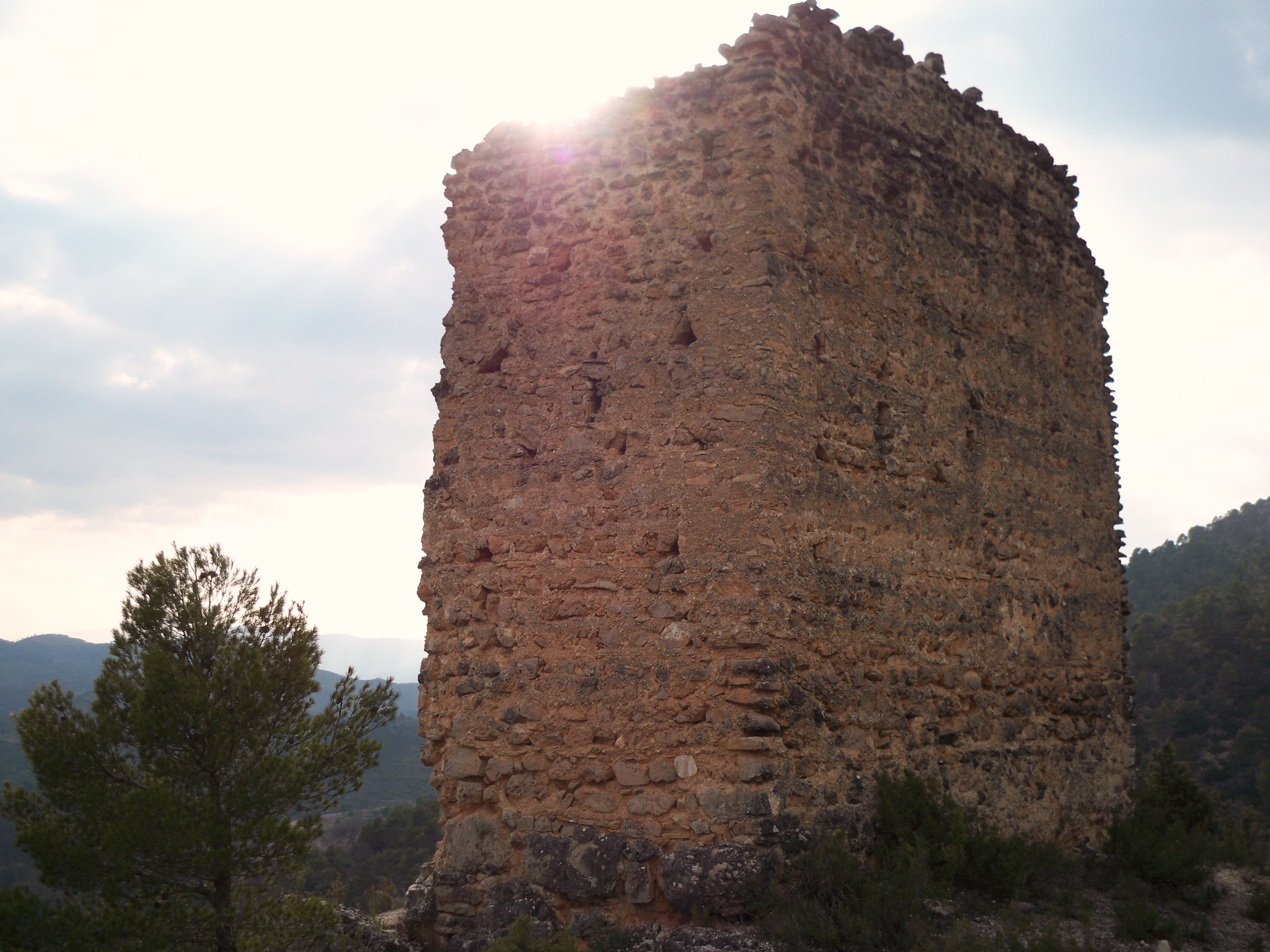
Atalaya de Torre - Pedro, fechada en el.

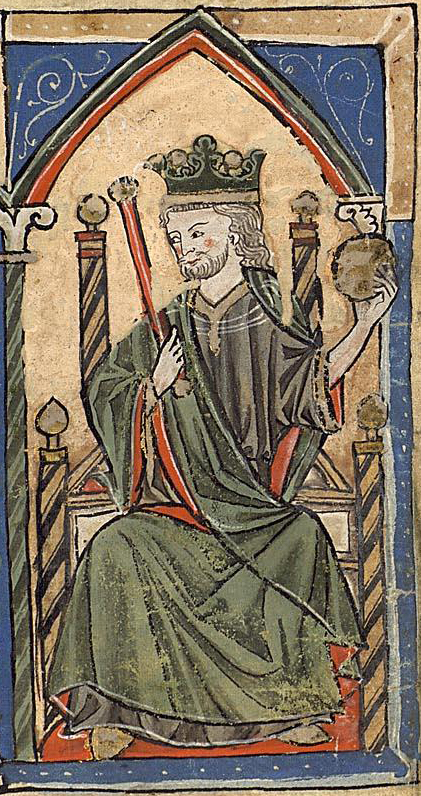
Alfonso VIII otorgó al Concejo de Alcaraz la potestad para ocupar las zonas circundantes en 1213, entre ellas Molinicos.

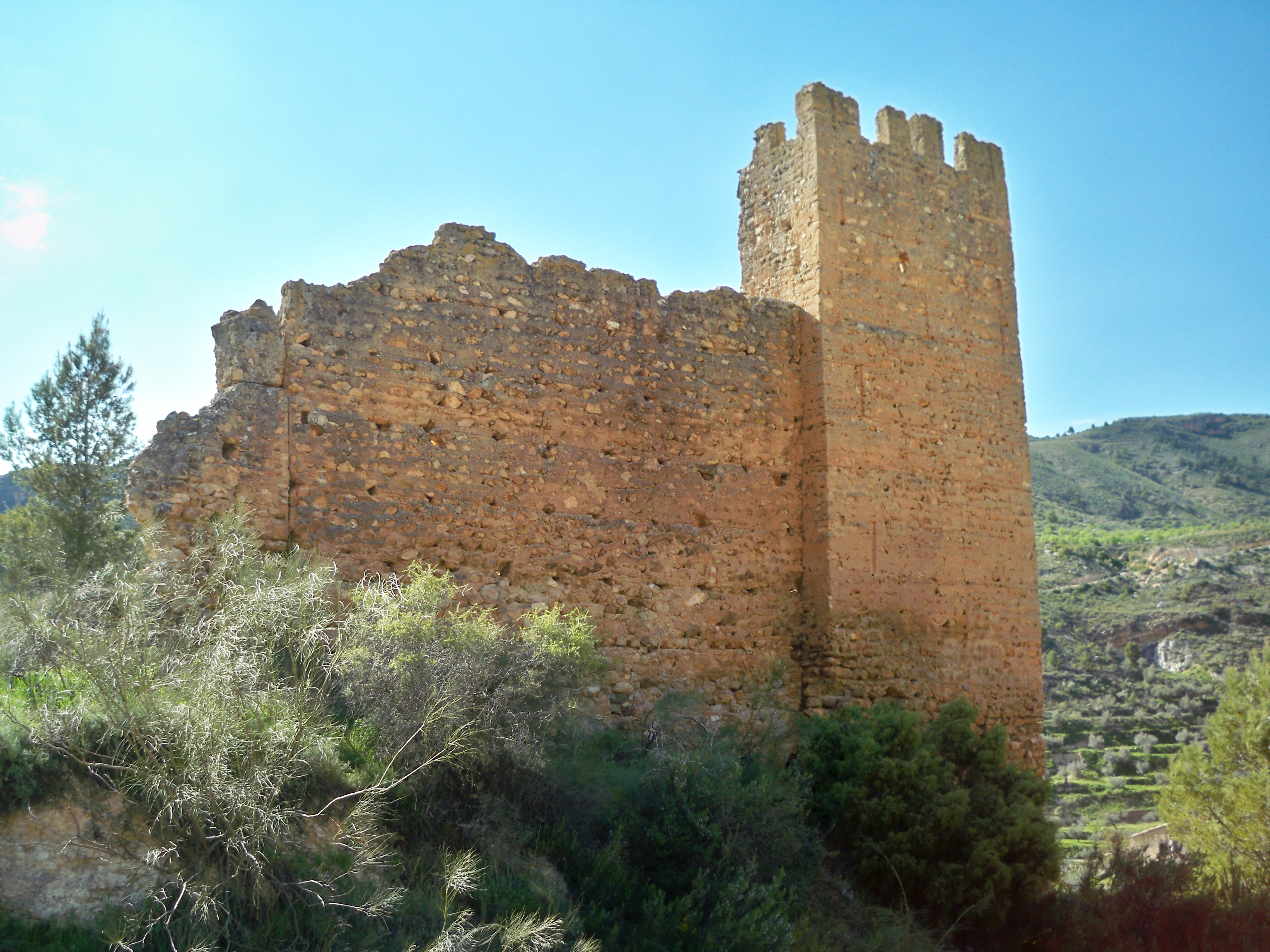
Castillo de Las Huertas (cerca de Molinicos), fechado en el.

División administrativa de la península ibérica en el.

#### Época musulmana
Los árabes toman Alcaraz en el 712, por lo que la zona de Molinicos debió sucumbir ante las huestes musulmanas en fechas muy cercanas, e incorporarse a la circunscripción de Tudmir, que al principio (713-779) fue un pequeño reino visigodo semindependiente, y más tarde una cara o provincia árabe.
Alcaraz se convirtió en un importante centro para los árabes de la zona, que la ocuparon durante más de 300 años, y extendió su poder a los territorios aledaños, bien mediante el empleo de las armas, bien mediante compra. Es de destacar, que según una Carta bilingüe (escrita en castellano y árabe granadino), el Concejo de Alcaraz compra los terrenos de Sierra (a 80 km de Alcaraz y situada entre Hellín y Tobarra) a Aboadalla, «moro fijo del alcayat (señorío) de Albacete» al precio de ochocientos maravedís y veinte carneros, pagaderos antes del día de San Miguel de ese mismo año , por lo que claramente se incluía en el Concejo de Alcaraz a los territorios de Molinicos al estar situados a menos de 20 km de la ciudad alcaraceña.
Entre los siglos X y XII se construyeron en Molinicos numerosas atalayas y torreones, que aunque con diversa tipología, tenían la función de vigilar para la defensa de grandes castillos como los de Riópar o Alcaraz. Concretamente en el municipio encontramos las de Torre - Pedro, el Morcillar, Vegallera, el Cortijo León, o la del propio Molinicos, y es que estas tierras fueron durante muchísimos años frontera entre la zona cristiana y la musulmana.
Con la disgregación del Califato de Córdoba (1030) y la aparición de los reinos de Taifas, el municipio de Molinicos se envuelve en una espiral de vaivenes territoriales que lo hacen pasar a pertenecer a la Taifa de Toledo en una situación limítrofe y fronteriza con la de Denia (actual provincia de Alicante) al que pertenecían los vecinos de Yeste o Hellín. Más tarde, sobre todo tras la conquista cristiana de Toledo (1085), y la decadencia del reino de Denia, el territorio pasa a pertenecer al reino taifa de Murcia.
A finales de este periodo, la situación de Molinicos y sus aldeas era de continuo conflicto por situarse en una región fronteriza entre los musulmanes de Murcia, el Concejo de Alcaraz o a la Encomienda Santiaguista, según las situaciones de las contiendas.
A finales del siglo XII y comienzos del XIII, la frontera cristiano-musulmana oscilaba en función de las batallas, y el monarca castellano-leonés, Alfonso VIII, se esforzaba por fijarla entre el curso medio del río Júcar y contra las estribaciones de Sierra Morena.
Así lo hizo entre 1211 y 1213, interviniendo en la batalla de las Navas de Tolosa (1212), en la que salieron derrotados definitivamente los almohades, y que marcó el inicio de la conquista de Granada.

#### Reconquista e inclusión en el Concejo de Alcaraz
Aunque los cristianos aliados con el rey moro de Murcia tomaron la ciudad de Alcaraz en 1170, pronto fueron expulsados por los almohades, hasta que Alfonso VIII tras recorrer el curso del río Júcar e ir progresivamente tomando sus fortalezas, acude al castillo musulmán de Hisn al-Karas (actual Alcaraz), y tras varios días de lucha consigue ponerle cerco y hacerla capitular definitivamente el 22 de mayo de 1213, siendo testigo el Arzobispo de Toledo, Rodrigo Ximénez de Rada. El entonces rey de Alcaraz, era independiente del reino taifa de Murcia, de este modo logró que Alcaraz fuera la puerta de entrada de Castilla hacia el Mediterráneo, Granada y Murcia.
Alfonso VIII emite un privilegio en Burgos fechado el 19 de agosto de 1213 por el que concede al arzobispo Rodrigo Ximénez de Rada todas las iglesias del recién conquistado territorio circundante de Alcaraz que habían sido conquistados, así como otros que pudieran ser arrebatados a los sarracenos en el futuro. La mayor parte de los pequeños y medianos poblados de la sierra seguirían siendo durante varias décadas habitados por musulmanes a pesar de la política de ocupación cristiana dirigida por el arzobispo de Toledo y el Concejo de Alcaraz.
A partir de esa fecha, serán los cristianos quienes, desde la fortaleza de Alcaraz, hostiguen a los musulmanes que pueblan los territorios vecinos, y vayan extendiendo la reconquista a los lugares próximos. Al mismo tiempo, se procede a la organización del concejo alcaraceño y a su repoblación el fuero de Cuenca, concediéndolo Alfonso VIII por estas fechas como Fuero de Alcaraz. Posteriormente en el año 1272 Alfonso X confirmó el fuero de Alcaraz y, siguiendo el modelo de otros potentes concejos ganaderos, convertía a la ciudad en un importante centro neurálgico de la zona, extendiéndose a lo largo del siglo XIII para comprender dentro de su territorio a gran parte del Campo de Montiel y toda la zona occidental de la actual provincia de Albacete, desde Villarrobledo hasta el actual municipio de Molinicos, aunque a partir de este momento y hasta bien entrado el siglo XVI quedaría reducido a esta última franja. Por lo tanto, mientras que el Reino de Murcia abarcaría a territorios cercanos como Yeste, Letur o Liétor, Molinicos quedaría encuadrado dentro del Reino de Castilla bajo mando de Alcaraz.
Según I. García Díaz el patrimonio inicial del concejo, concedido por Alfonso X, además de las rentas de montazgo y almotacenía de una serie de dehesas, entre las que citaremos las que se refieren al municipio de Molinicos; la dehesa de La Vegallera o la que se extendía desde Torre - Pedro hasta Morote (actual localidad de Molinicos).Para su control, el Concejo se dotó de los Caballeros de la Sierra, una especie de policía rural encargada de preservar el poder de la ciudad.
El Papa Honorio III concede y confirma al Arzobispo de Toledo, Don Rodrigo Ximenez de Rada, mediante la Bula «Motu Proprio» redactada en Letrán (muy cerca de Roma) en febrero de 1917, las décimas de las rentas reales de varios lugares que se mencionan en ella en la entre los que se incluye el actual término municipal de Molinicos.
Las tierras del actual municipio de Molinicos fueron conquistadas en varias avanzadas cristianas, aunque debió de ocurrir entre 1213 (toma de Alcaraz), y 1242 (toma de Yeste). Estas tierras fueron probablemente repobladas por algunos caballeros que intervinieron en la campaña de las Navas de Tolosa, aunque la mayoría de población era mudéjar, puesto que el rey dejó una fuerte guarnición militar destinada a la defensa de la fortaleza de Alcaraz y a la pacificación y conquista de los territorios circundantes entre las que estaría Molinicos.
Parece ser que desde 1213 hasta 1243 todo Molinicos estuvo dentro de la iniciativa reconquistadora del Concejo de Alcaraz, pues caseríos como la actual Fuente - Higuera pertenecían al Concejo de Alcaraz entre 1236-1243 tal y como indican unas quejas del Concejo por la invasión de los santiaguistas (de Yeste y Segura de la Sierra) al estar en una región fronteriza entre estas y Murcia.
Ya durante la primera mitad del siglo XIII se dan situaciones conflictivas en el municipio con tendencia a la disgregación, pues mientras una parte sigue con Alcaraz (la más occidental), otra pasa a los musulmanes de Murcia (la parte más oriental), e incluso algunas localidades llegan a ser independientes por la conquista de algún noble como es el caso de San Vicente (actual Vegallera) que en 1471 pasa a Pedro Manrique y que se mantiene en una situación privilegiada hasta 1565. El 15 de enero de 1477 los Reyes Católicos legitimaban la ocupación de San Vicente como premio a sus servicios en la guerra de sucesión a la corona.
En marzo de 1456 soldados musulmanes y cristianos procedentes del reino de Murcia, comandados por Alonso Fajardo (alcaide de Lorca), saqueaban la zona circundante de Hellín (Cieza,…), internándose en el verano de 1457 en la zona de la sierra albacetense. Durante su incursión cometieron robos, matanzas y demás actos vandálicos en el actual municipio de Molinicos, Bogarra, Ayna, Paterna del Madera, Cotillas y Riópar.
En estos momentos el territorio de Molinicos debió de andar muy desgajado, pues una parte pertenece a los Manriques, otra a Juan Pacheco entrando en la propia disputa de estas familias. Así cuando el adelantado de Murcia, Pedro Fajardo, llegó hasta Alcaraz en 1475 debió tomar anteriormente Molinicos, aunque poco después Alcaraz debió intentar recuperar otra vez el territorio perdido.
Durante el siglo XV el poblamiento de esta zona quedó consolidado, especialmente a partir de las últimas décadas del siglo con el aumento de la producción agraria y el desarrollo roturador, aunque a lo largo de este siglo también se producirá un proceso de reajuste poblacional y jurisdiccional, favoreciendo algunas zonas sobre otras (entre ellas Vegallera).
En 1477 los Reyes Católicos hicieron entrar a toda la zona de Molinicos en la Santa Hermandad junto a Alcaraz y Cartagena y al Marquesado de Villena.
El 18 de octubre de 1474 se publica en Alcaraz una ordenanza suprimiendo los derechos de los moradores de San Vicente de la Vegallera, incorporando aquel término al área de pastos comunales de la tierra de Alcaraz, incluyendo el testimonio de Juan de Buytrago y Garçia de Segura, representantes de los habitantes de San Vicente en contra de la medida dictada por el Concejo.

#### División del territorio. Importancia de La Vegallera

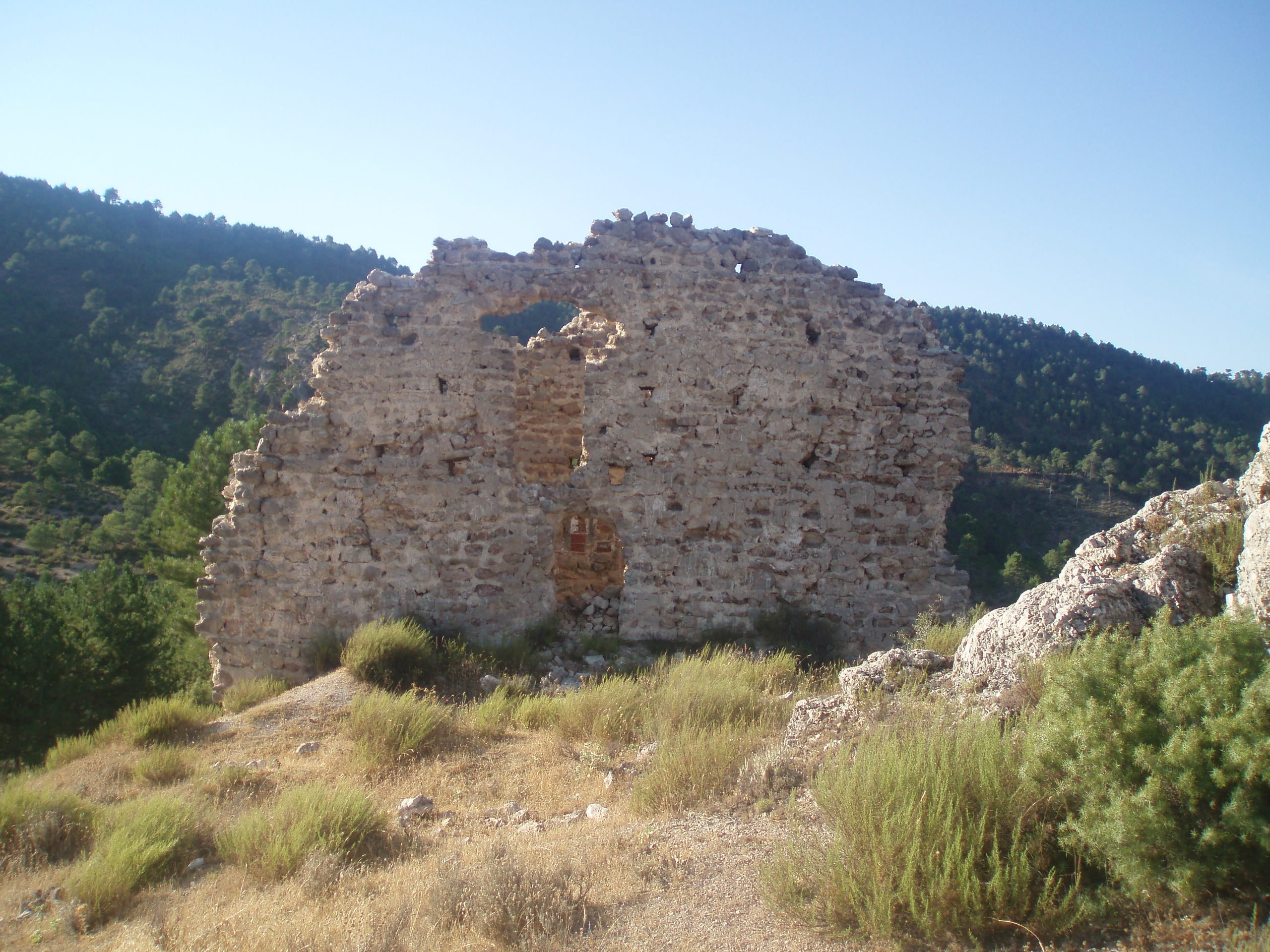
Castillo de San Vicente de La Vegallera

La zona de la actual Vegallera asistirá a una revitalización continua de su poblamiento a lo largo del siglo XIV, lo que permitirá su afianzamiento, junto con otras localidades de la comarca, como entidades de población. Durante el siglo XV, a pesar de las dificultades que la guerra impuso al desarrollo demográfico de estas poblaciones, el poblamiento se encontraba consolidado, adquiriendo un fuerte impulso desde las últimas décadas del citado siglo a partir del aumento de la producción agraria el desarrollo de las roturaciones.
La convulsa historia de San Vicente
No obstante, las incursiones moriscas serán continuas hasta bien entrado el siglo XV, siendo una de las más devastadoras la que tuvo lugar en 1457, que se extendió por los actuales municipios de Molinicos, Paterna del Madera, Riópar, Ayna y Bogarra, a lo que se unirían la ambición de la Orden de Santiago, (Rodrigo Manrique) por limitar el poder de Alcaraz. Juan Pacheco y Rodrigo Manrique se disputaron la ciudad de Alcaraz, siendo conquistada por los Pacheco (Diego Pacheco, Marqués de Villena) en 1460 y recuperada la fortaleza de Riópar (también La Vegallera) por don Pedro Manrique poco tiempo más tarde.
La estrecha colaboración durante la guerra civil castellana de don Pedro Manrique con el Maestre de Santiago, su padre, en la toma de esta zona (suponiéndole un coste económico valorado en 12 millones de maravedís), y su participación en las campañas andaluzas le serían recompensadas por los Reyes Católicos en 1477 con la merced de las tenencias, justicia, jurisdicción, alcabalas, tercias y derechos de Riópar, Cotillas y San Vicente (actual Vegallera), lugares que los partidarios del Marqués de Villena habían usurpado a la ciudad de Alcaraz, y que el propio Pedro Manrique había tomado por las armas en 1474 y 1475, una situación ventajosa que se mantendrá hasta 1565.
Alfonso Montoya, desesperado de no recibir ayuda, se rindió a cambio de inmunidad para él y los suyos y 250.000 maravedíes. Don Pedro tuvo la suerte de que esta conquista ocurrió cuando ya había empezado la guerra entre los partidarios de la Beltraneja y los Reyes Católicos, la cual aprovechó para hacer creer a los monarcas que había sido una acción inspirada en su fidelidad hacia ellos.
Así lo relata Luis de Salazar y Castro (Valladolid, 1658 - Madrid, 1734), uno de los más citados cronistas españoles: "y como el Marqués de Villena y algunos caballeros del séquito del rey de Portugal hubieran ocupado las villas de Riópar, Cotillas y San Vicente (La Vegallera), que eran del término de Alcaraz, él se puso sobre aquellas fortalezas, y tomándolas por sitio las guarneció con sus tropas y ejerció la justicia de ellas, hasta que los Reyes ordenasen otra cosa".
En esta época, la explotación de los bosques de San Vicente (Vegallera), proporcionaban a la ciudad de Alcaraz uno de los mayores ingresos económicos en el siglo XVI. Es importante citar, que según unos manucritos de la época, en 1576 el monte de la Vegallera era subastado a través del método conocido como a postura o almoneda, y fue ese preciso año cuando el monto total de los mismos ascendió a 50 000 maravedís, un precio criticado por ser aún escaso.

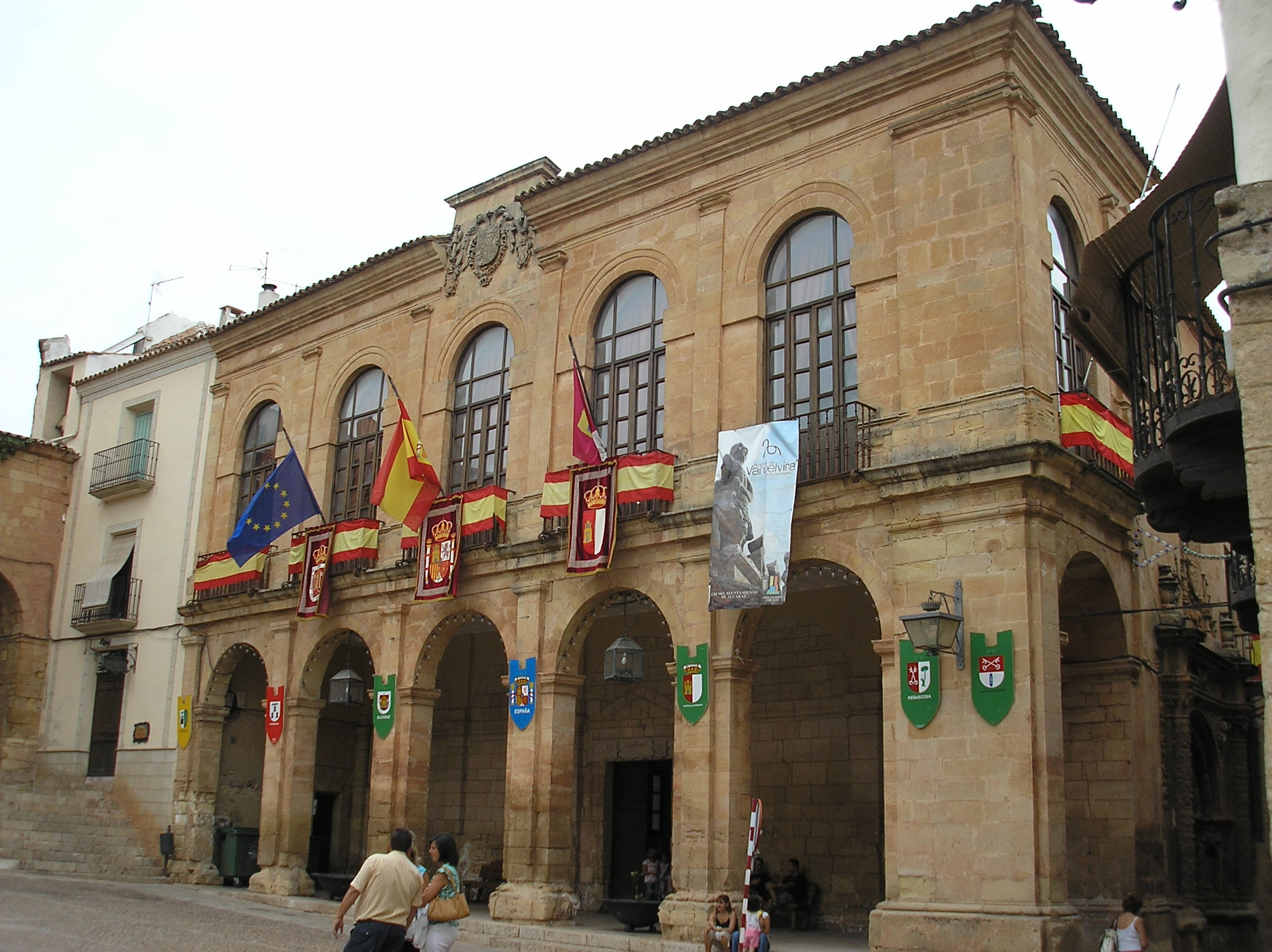
La ciudad de Alcaraz dominó durante siglos las tierras del actual municipio de Molinicos. En la imagen Ayuntamiento de Alcaraz.

San Vicente entró junto con Riópar y Cotillas en el «Señorío de las Cinco Villas», y fue una de las zonas que más controversias suscitó entre el Alfoz de Alcaraz y este señorío. Por ello, desde Alcaraz se planteó un pleito en 1483 que culminó con la condena a estas villas a reparar varios daños que habían ocasionado a estos lugares, y dejando claro la pertenencia de Riópar, Cotillas y San Vicente a Alcaraz, aunque administrados por la condesa de Paredes, retornando estas villas a Alcaraz a la muerte del III Conde de Paredes (Rodrigo Manrique II).
Con posterioridad, y antes de que acabe el siglo XV, en 1496, concretamente el día 30 de octubre, el Príncipe de Castilla don Juan, hijo de los Reyes Católicos, confirma por cédula a Rodrigo Manrique, III Conde de Paredes, la tenencia de las villas de Riópar, Cotillas y San Vicente (Vegallera), con la justicia, y la percepción de sus pechos, tercias y alcabalas en la misma forma en que fueron donadas a Pedro Manrique. Manda a los corregidores, justicias y otras personas de las ciudades, villas y lugares de su señorío que le guarden esta merced.
Los conflictos, incluso salpicados por el uso de las armas, por este motivo, serán la tónica general de la zona de Vegallera en el medio siglo siguiente. Así entra la Vegallera, y por ende la zona oeste del municipio de Molinicos, en la Edad Moderna. En 1575 Felipe II concede a Alcaraz un Real Privilegio en el que reconociendo que ha pasado el plazo de las dos vidas, las villas de Riopar y Cotillas (y con ellas San Vicente) han de pasar a la jurisdicción de ciudad, con la condición de indemnizar al Conde. La cantidad a pagar según estimó el licenciado Bracamonte era de un millón novecientos cincuenta mil maravedíes que tendrán que abonarse a Inés Manrique. Tras el pago Alcaraz recibiría las fortalezas y villas con todos los privilegios, a excepción de las alcabalas y tercias que pasarían a la Real Hacienda. Alcaraz nunca pagó tal cantidad, aunque sí que recuperó a San Vicente (Vegallera), aunque el resto del señorío de «Las Cinco Villas», que pertenecieron a los Condes de Paredes hasta la crisis general del siglo XVIII.
Los vecinos de Molinicos colaboraron de forma activa en la conquista de la cercana localidad de Huéscar, fortaleza de gran poder dentro del Reino de Granada, y cuya caída supuso un gran impulso en la toma del reino musulmán.

### Edad Moderna (1492-1808)

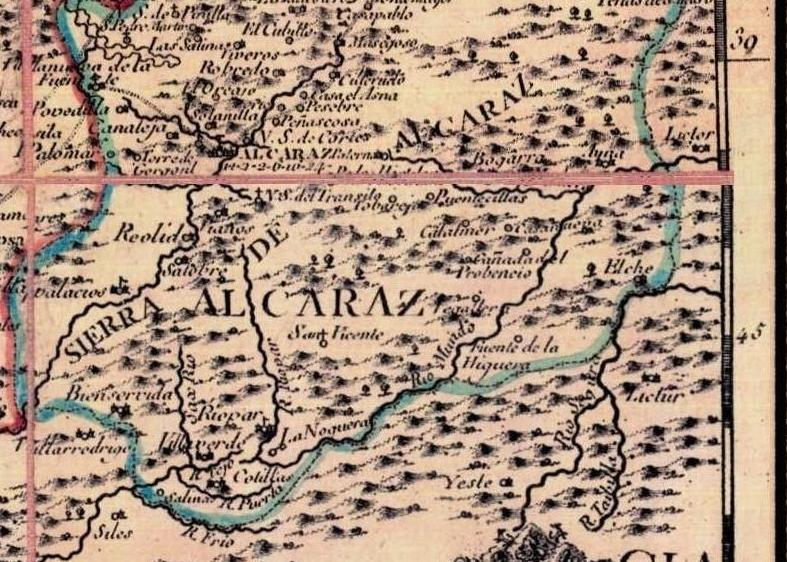
Mapa del Alfoz de Alcaraz histórico, en donde aparecen varias localidades de Molinicos como Cañada del Provencio, La Vegallera o Fuente - Higuera (fragmento de la antigua provincia de La Mancha, por Thomás López Pensionista. Año 1765)

Finalizando la Edad Media varias fueron las aldeas de Alcaraz que se independizaron para formar municipios independientes. Así Molinicos pasó a formar parte de Ayna el 22 de septiembre de 1564, aunque Vegallera debió de brillar con luz propia.
Es citable el hecho de que el terremoto de Lisboa de 1755 que tuvo lugar el día de todos los santos de ese año también se notara en el municipio de Molinicos, con una magnitud de entre los 6 y 8 grados en la escala de Richter, puesto que en las poblaciones vecinas de Letur, Bogarra, o Ayna, según comentan las crónicas de la época retumbaron las campanas de las iglesias, cayeron peñascos y aparecieron grietas en algunos edificios, aunque no se presentaron daños importantes, como sí que ocurrió en la capital portuguesa o en zonas de Andalucía.
En el siglo XVIII y buena parte del siglo XIX, el paludismo causó estragos en la población española, y especialmente entre la de la actual provincia de Albacete, especialmente cruenta fue la que aconteció en los años ochenta del siglo XVIII. En la siguiente centuria, epidemias de sarampión, escarlatina, epidérmica, viruela, cólera (véase: Pandemias de cólera en España) y las calenturas tifóideas diezmaron las poblaciones españolas.

### Historia contemporánea de España

#### Guerra de Independencia (1808-1814)
Una vez comenzada la Guerra de Independencia Española (1808-1814), y la entronización de José I Bonaparte, el gobierno decide ordenar el territorio de España dividiéndolo en 38 prefecturas a imagen de las establecidas en Francia, y en 111 subprefecturas, según el proyecto del clérigo Llorente, con el nombre de las mismas relativas a accidentes geográficos (fundamentalmente ríos y cabos), aunque no llegó a entrar en vigor. El actual municipio de Molinicos se encontraría dividido en dos, mientras que la parte noroeste del municipio pertenecería de la prefectura de Ojos del Guadiana o La Mancha, (actual provincia de Ciudad Real), y de la subprefectura de Alcaraz, el resto lo haría en la prefectura de Segura (actual provincia de Jaén) siendo el límite entre ambos territorios el cauce del río Mundo.
La zona del actual municipio de Molinicos también se movilizó durante la Guerra de la Independencia:
- En la zona noroeste del municipio, varios vecinos de la zona de Cañada del Provencio y La Vegallera, comandados por el sacerdote de la Cañada del Provencio, marchan a Alcaraz a defender la ciudad de las tropas napoleónicas, sobre todo entre 1810 y 1811, siendo perseguidos por estos, así como por desertores del ejército español.[28]

- Tras la ocupación francesa del territorio, la Junta Superior de La Mancha, provincia a la que se adscribía en ese momento el territorio de Molinicos, se desplazó, por motivos de seguridad, hasta la vecina localidad de Elche de la Sierra en donde publicaría temporalmente la Gazeta de la Junta Superior de La Mancha (especie de Boletín Oficial de la Provincia) en 1811, puesto que las principales ciudades y villas de la demarcación se encontraban ocupadas por tropas napoleónicas.

La Junta Superior, ante el desarrollo de los acontecimientos e incursiones francesas desde Alcaraz comandadas por el Duque de Nasáu, y temiendo la captura de sus dirigentes, enviaron oficios a varias poblaciones vecinas, entre ellas Molinicos, para defender la Junta en Elche y a los funcionarios que formaban parte del Gobierno provincial, así ocurrió hasta la caída de Yeste el 14 de diciembre de 1811, cuando la Junta Superior abandonaría este enclave.

#### Reinado de Fernando VII (1814-1833)
Una vez expulsado el ejército francés de la zona, el 13 de febrero de 1814 se celebrará en La Vegallera, la primera misa en la recién creada iglesia de la localidad, dedicada a la Inmaculada Concepción, habiendo solicitado la misma al Arzobispo de Toledo.
La Gaceta de Madrid, diario oficial del Estado, publicó el domingo 24 de noviembre de 1822 la construcción de un colegio en la Cañada del Provencio por un montante de 2200 reales al contar con 184 vecinos.

#### Reinado de Isabel II (1833-1868)

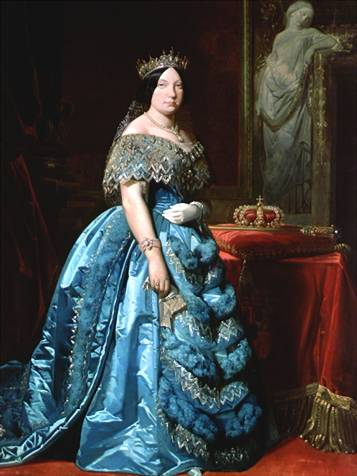
Reina Isabel II de España (1833-1868)

Durante el reinado de Isabel II se produce la emancipación y consolidación de Molinicos y su término municipal tras varios siglos de sometimiento a municipios vecinos, fundamentalmente de Alcaraz y Ayna.

##### Emancipación y ampliación delMunicipio de Molinicos

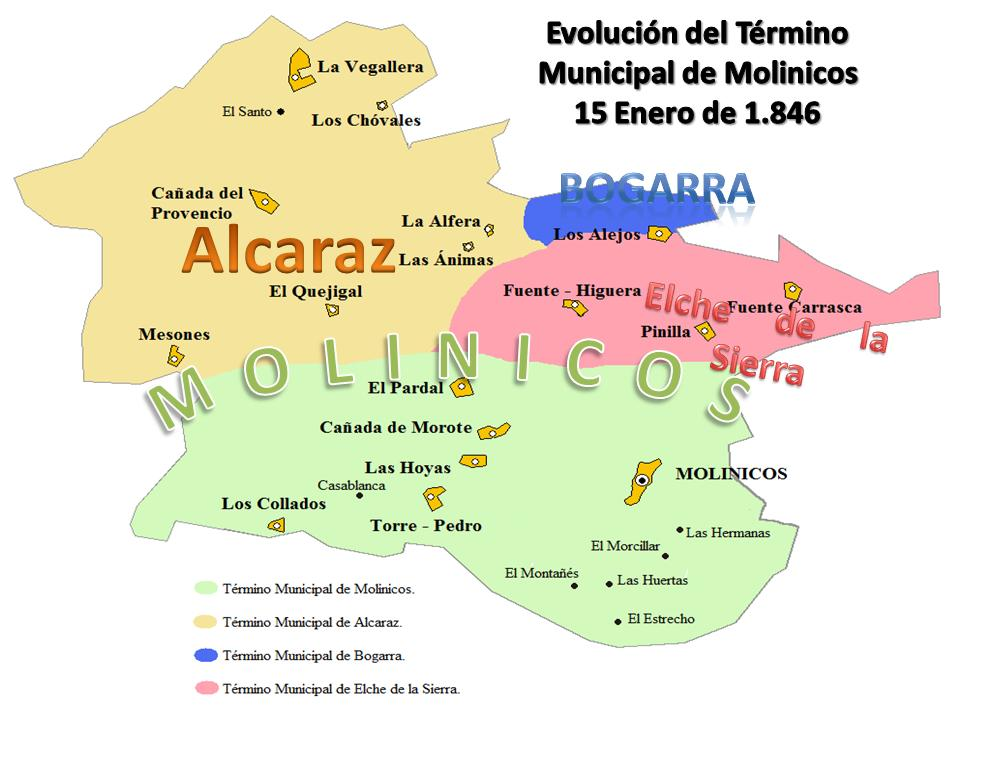
Emancipación de Molinicos en enero de 1846
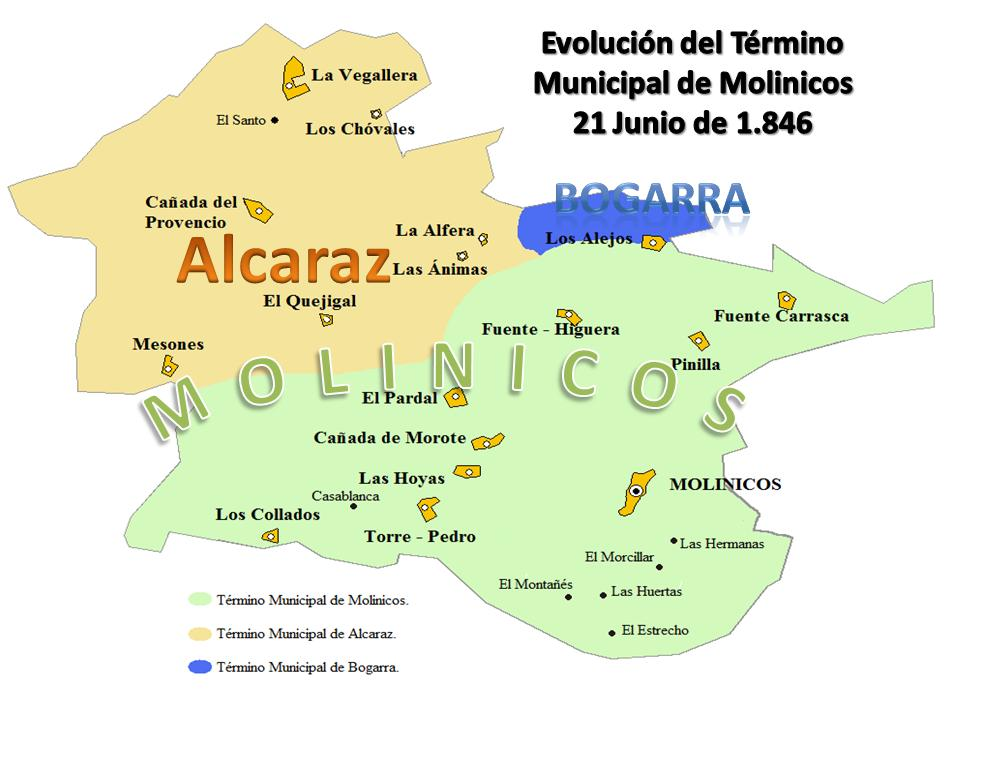
Incorporación de Fuente-Higuera, Fuente Carrasca y Pinilla (junio de 1846)
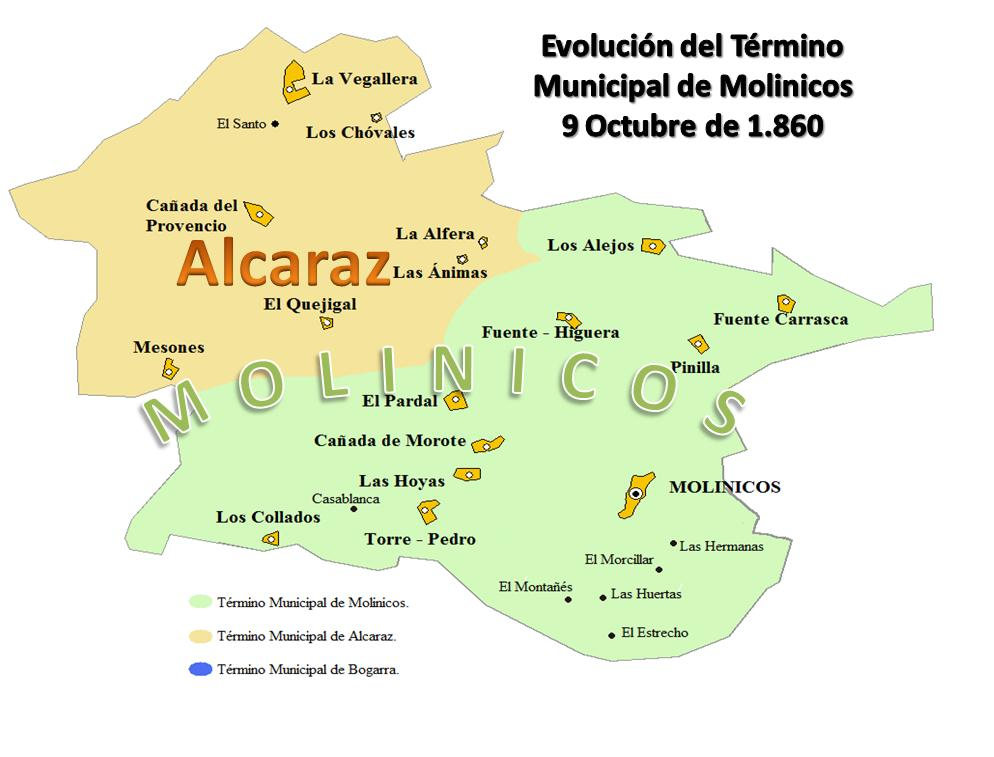
Anexión de la zona norte de Los Alejos (octubre de 1860)

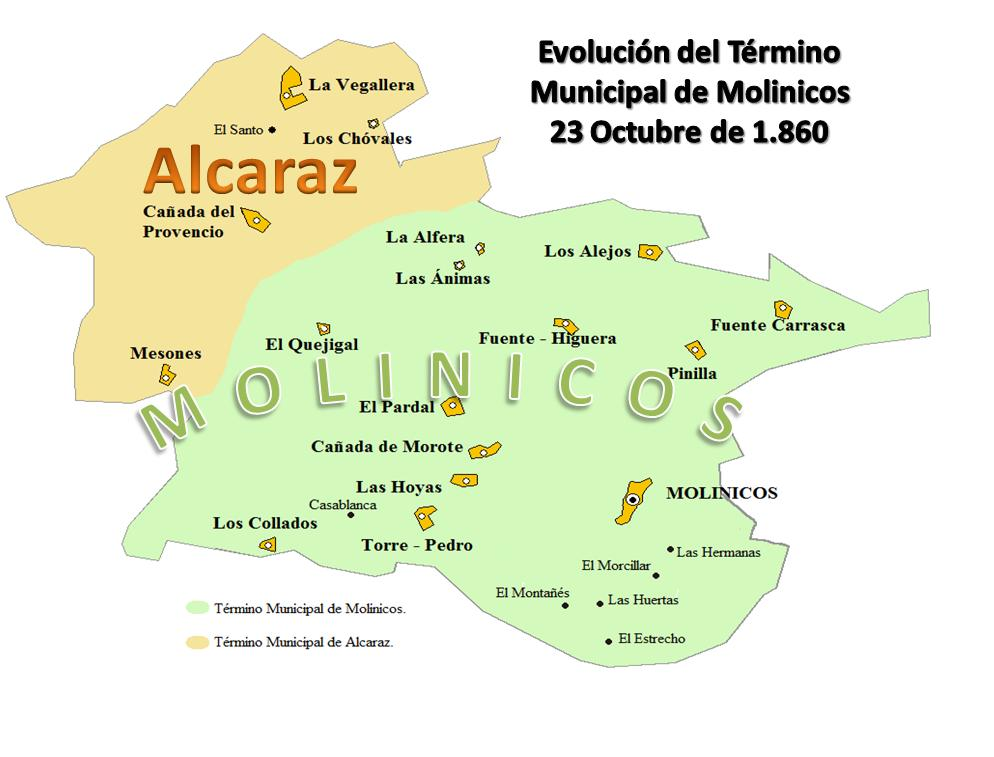
Anexión de La Alfera, Las Ánimas y El Quejigal (octubre de 1860)
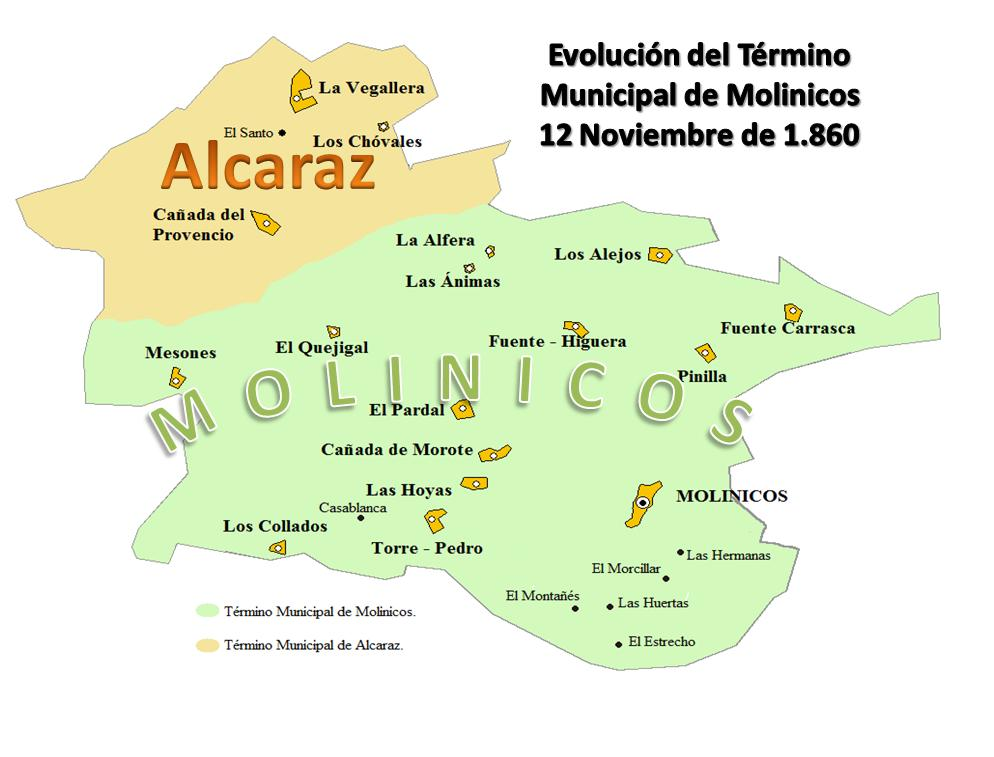
Incorporación de Mesones (noviembre de 1860)
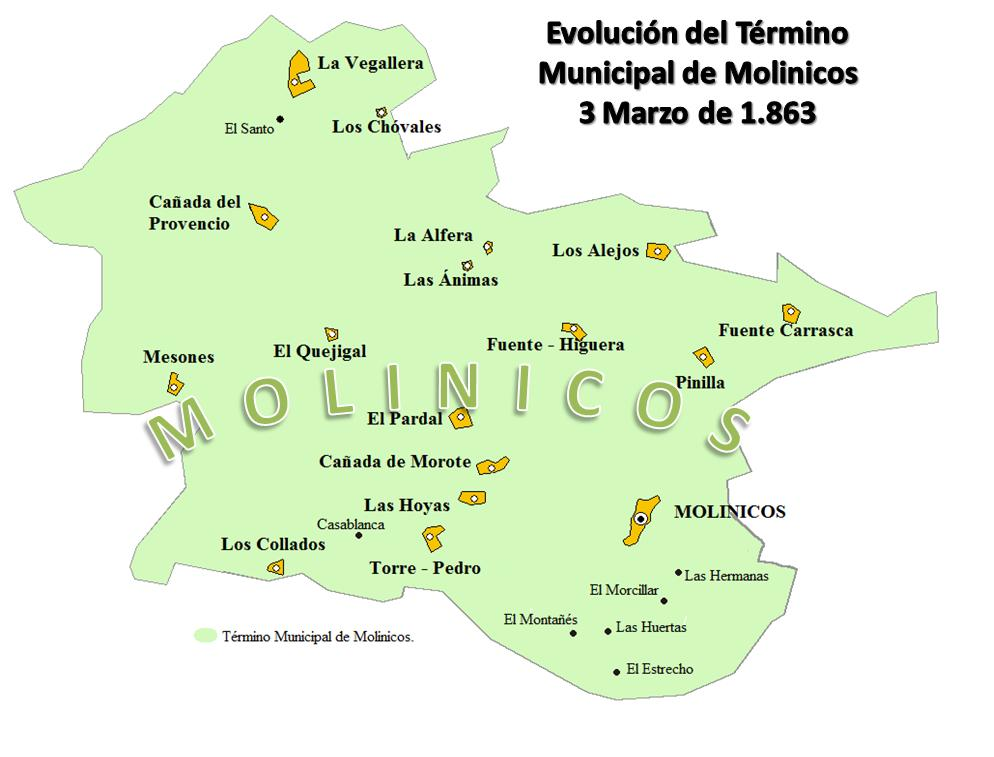
Vegallera y Cañada del Provencio se unen a Molinicos, y se completa así el mapa municipal (marzo de 1863)

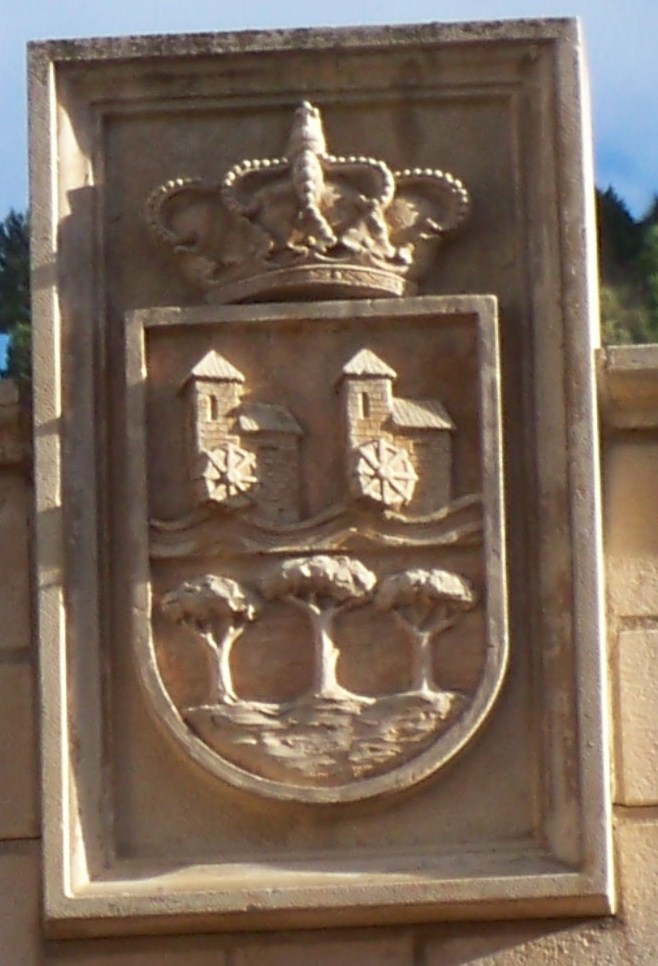
Escudo de Molinicos en la Casa de la Cultura.

El actual término municipal de Molinicos no fue tan extenso como lo es actualmente, sino que pasó por diferentes municipios hasta que en 1846 consiguiera definitivamente su emancipación.
Una vez constituido el Ayuntamiento de Molinicos fue elegido como alcalde José de Frías Felipe (1809-1883), persona fundamental en la historia del municipio, fue un político de peso en la Sierra del Segura, llegó a ocupar en dos ocasiones el cargo de Diputado Provincial. De familia acomodada, téngase en cuenta que en 1866 ya era suscriptor de la revista La España del siglo XIX, su lucha incensante para lograr la emancipación de Molinicos junto a los habitantes de la localidad, y su trabajo como alcalde del municipio en estos primeros años, le valió el reconocimiento de los moliniqueños, que llegaron a dedicarle una calle (parte de la actual calle Mayor).
El 21 de junio de 1846, y mediante Real Orden del Ministerio de Gobernación, de 26 de mayo de ese mismo año, se manda incluir a las localidades de Fuente - Higuera, Los Alejos y Fuente Carrasca en el distrito municipal de Molinicos.

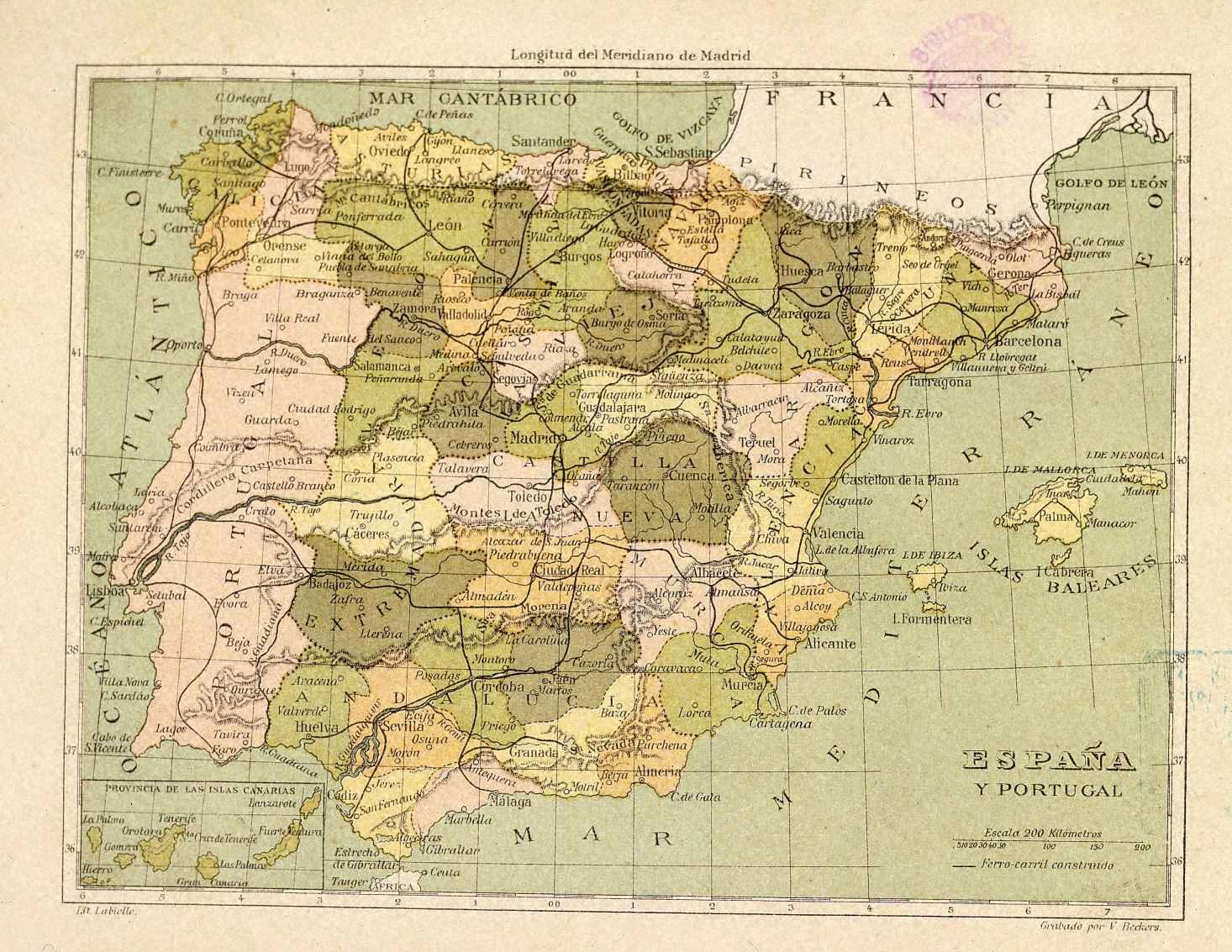
Mapa de España dividida en provincias (1850). Molinicos se incluía dentro de la recién creada provincia de Albacete.

El 19 de julio de 1858, el Pleno de la Diputación de Albacete estudia una petición de los vecinos de la zona norte de Los Alejos para pasar de Bogarra a Molinicos, fundando su petición por la menor distancia que les separa de Molinicos que de Bogarra. Poco después, y en esa misma sesión, la Diputación estudia también la segregación de La Alfera, Las Ánimas y El Quejigal de Alcaraz, para pasar a Molinicos, empleándose como argumentación «...en que de aquel punto distan seis leguas de penoso camino, cuando de este solo le separa una». Alcaraz se oponía a esta segregación aduciendo la escasez de término que sufría. Pero la Diputación, tras indicar que en el expediente se sigue la Ley de 8 de enero de 1845, determina que "...sin género de duda a los recurrentes asiste entera justicia..., y, por consiguiente, se debe proceder a su agregación a Molinicos, incluyendo ...la porción de terrenos comunes, baldíos o de Propios que se les señale en porción exacta con el número de habitantes...".
Finalmente, el 14 de octubre de 1860, el Ayuntamiento de Molinicos en Pleno aprueba la agregación de la zona norte de Los Alejos al municipio, y el 28 de octubre de ese mismo año, tras varios conflictos que surgieron con Alcaraz, el Ayuntamiento de Molinicos procede a la aprobación de la agregación de La Alfera, Las Ánimas y El Quejigal, como localidades de pleno derecho del municipio de Molinicos.
El 12 de noviembre de 1860, se produce la agregación de Mesones o Riomundo, como entonces se conocía a Molinicos tras una nota del Pleno de la Diputación de Albacete, en la que se indica que se han recibido sendas comunicaciones de los Alcaldes de Alcaraz y Molinicos, en las que se hace saber que la aldea de Riomundo, que era de Alcaraz, pasa a pertenecer a Molinicos.
El 15 de mayo de 1861, el Pleno del Ayuntamiento de Molinicos, tras la solicitud de los habitantes de La Vegallera, y de la Cañada del Provencio de segregarse de Alcaraz para pasar a Molinicos, toma un acuerdo por el cual cuando se produjera la incorporación se comprometía a recibirlos como vecinos de pleno derecho. No sería de extrañar, por la antigüedad de la existencia de Alcaraz, que la ciudad conservara ciertos privilegios sobre sus aldeas, y que los vecinos quisieran asegurarse los plenos derechos cuando se incorporaran a Molinicos. No obstante, la situación económica del municipio era bastante delicada, con unos escasos recursos y muy pocos contribuyentes.
El 3 de marzo de 1863 la Diputación Provincial, mediante Pleno considera que Alcaraz no puede atender debidamente a los vecinos de Cañada del Provencio y Vegallera por su lejanía y, por tanto, se beneficiarían de su incorporación a Molinicos. Aprueba por tanto la incorporación de estas localidades al municipio de Molinicos.
El 23 de abril de 1863 la reina Isabel II firma la Real Orden por la cual se segregan Cañada del Provencio y Vegallera de Alcaraz agregándose a Molinicos, y finalmente el 22 de noviembre de 1863, el Pleno del Ayuntamiento de Molinicos procede a la aprobación de la agregación de Cañada del Provencio y Vegallera al término municipal de Molinicos, poniendo así fin al proceso de ampliación del municipio iniciado en 1846, y configurando el actual territorio.
El nomenclátor de los pueblos de España de 1858, de similares características que el moderno censo, recoge la población de todos los lugares de la geografía española, entre ellos los que forman parte del actual municipio de Molinicos, entre los que aparecen algunos hoy deshabitados
| Localidad                                  | Población      |
| ------------------------------------------ | -------------- |
| Villa de Molinicos                         | 322 habitantes |
| Los Alejos (parte norte dentro de Bogarra) | 40 habitantes  |
| Casas del Río (parte sur de Los Alejos)    | 14 habitantes  |
| La Alfera                                  | Sin datos      |
| Las Ánimas                                 | Sin datos      |
| Cañada de Morote                           | 130 habitantes |
| Cañada del Provencio (dentro de Alcaraz)   | 374 habitantes |
| Casablanca                                 | 19 habitantes  |
| Casas del Collado                          | 54 habitantes  |
| Celada                                     | 20 habitantes  |
| Los Collados                               | 87 habitantes  |
| El Estrecho                                | 20 habitantes  |
| Fuente Carrasca                            | 28 habitantes  |
| Fuente - Higuera                           | 60 habitantes  |
| Fuente de la Plata                         | 15 habitantes  |
| Las Hermanas                               | 50 habitantes  |
| Las Hoyas                                  | 31 habitantes  |
| Mesones (dentro de Alcaraz)                | 59 habitantes  |
| El Morcillar                               | 23 habitantes  |
| El Pardal                                  | 139 habitantes |
| Pinilla                                    | 22 habitantes  |
| Torre - Pedro                              | 90 habitantes  |
| Los Vallejos                               | 24 habitantes  |
| La Vegallera (dentro de Alcaraz)           | 417 habitantes |

.
A pesar de que el término municipal de Molinicos ya había adquirido la forma con la que hoy lo conocemos, aún tardaría un tiempo para que fuese considerado como tal en algunas obras y tratados de geografía de la época. En 1867 en la obra Crónica General de España, dedicado a la provincia de Albacete, mientras que Molinicos, Los Collados, La Cañada de Morote, El Pardal y Torre - Pedro (y otros quince caseríos) aparecían como dentro del mismo municipio y pertenecientes al Partido Judicial de Yeste, La Vegallera, Cañada del Provencio o Mesones (Río Mundo) se encontraban aún inscritos dentro de Alcaraz.

#### Sexenio Democrático (1868-1874)

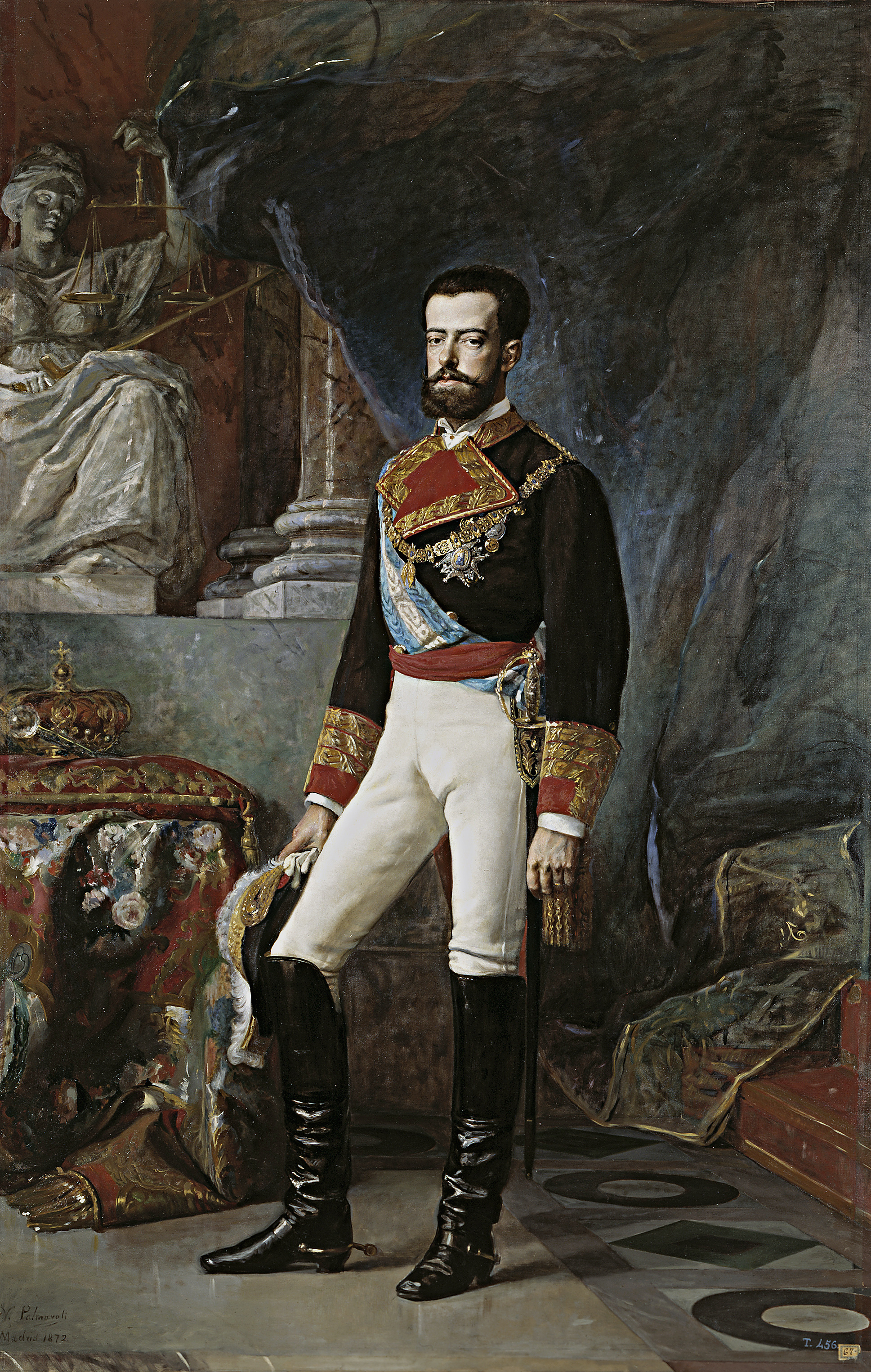
Amadeo I de Saboya.

Se conoce por Sexenio Democrático el periodo de la historia de España transcurrido desde el triunfo de la revolución de septiembre de 1868 hasta el pronunciamiento de diciembre de 1874 que supuso el inicio de la etapa conocida como Restauración.
La provincia de Albacete, alejada de los centros de decisión fue, por su situación, territorio de paso y zona de ocupación y establecimiento de tropas, para su intervención en caso de conflicto en las vecinas provincias de Alicante, Valencia o Murcia. Por ello las guerras carlistas y el cantonalismo tuvieron escasa repercusión en la zona.
El recién configurado término municipal de Molinicos se encontraba inmerso en un clima imperante propio de una época conflictiva y con constantes incertidumbres. A ello había que añadir la desastrosa epidemia de cólera que causó la muerte a un gran número de personas, comenzando a primeros de agosto de 1865 y terminando en el mes de octubre.
Precisamente en 1865 se hace constar que el distrito municipal de Molinicos consta de dos parroquias: la de San José en Molinicos y la de San Pablo Apóstol en la Cañada del Provencio y La Vegallera. Además, la situación económica era extrema, con una clase obrera sin trabajo y con graves carencias de alimentos, y una clase media y acomodada esquilmada por la escasa cosecha de ese año ocasionada por una fuerte sequía.
Para ello la corporación municipal solicita la construcción de tres puentes: dos sobre el Río Mundo, de madera y postes de cal y canto, y uno sobre el arroyo que pasa por Molinicos, así como la recomposición de caminos y de las Iglesias de Cañada del Provencio y La Vegallera, intentando con ello mejorar la situación y dar trabajo a los jornaleros por un módico salario.
En abril de 1868 se crea un partido médico de segunda clase por el número de vecinos y de familias pobres, y se crea una plaza de farmacéutico.
El 1 de octubre de 1868 se produce el Acta de pronunciamiento de la Junta de Gobierno de Molinicos, que reunidos en la Sala Capitular del Ayuntamiento verifican el acto solemne del pronunciamiento de la villa y la creación de su propia Junta de Gobierno temporal compuesta por: Presidente, vicepresidente y vocales. A ello hay que sumar la nueve elección de los pedáneos de todo el municipio en los días siguientes, al haber cesado el día 1 todos los anteriores. Para ello se tiene en cuenta si se «identifican o no con las ideas liberales». El día 9 de octubre la Junta Revolucionaria de la capital felicita por el acto de pronunciamiento... «se decide celebrar el pronunciamiento para perpetuar en la memoria de todos estos habitantes tan fausto cuanto glorioso acontecimiento» declarando los días 9, 10 y 11 como fiesta nacional, y haciendo preciso «que en estos días se corra una vaca y que el día 11 sea sacrificada y con arroz y demás que sea necesario se haga una gran comida para toda la gente proletaria».
Tras el triunfo de la Revolución de 1868, que tuvo escasa repercusión en Molinicos, la Junta Revolucionaria Provincial de Albacete queda constituida el 12 de octubre de 1868, y se propició la creación de otras de carácter local por todo el territorio albacetense. En Molinicos, la Junta Revolucionaria Local estaba presidida por el propio alcalde, José de Frías Felipe, contando como vocales con José de la Cruz, D. Santiago Frías, Víctor Roldán y Francisco María Roldán, siendo el secretario de la misma Toribio Morales.
Reinado de Amadeo de Saboya (1870-1873)
Tras la revolución de 1868 en España se proclama una monarquía constitucional. Hay una dificultad inherente al cambio de régimen y es encontrar un rey que acepte el cargo. Finalmente el 16 de noviembre de 1870 con el apoyo del sector progresista de las Cortes Amadeo de Saboya es elegido Rey como Amadeo I de España, sucediendo a Isabel II.
Amadeo tuvo serias dificultades debido a la inestabilidad de los políticos españoles, las conspiraciones republicanas, los alzamientos carlistas, el separatismo de Cuba, las disputas entre sus propios aliados y algún que otro intento de asesinato. Abdicó por iniciativa propia el 11 de febrero de 1873. A su marcha se proclamó la Primera República Española.
Primera República Española (1873-1874)

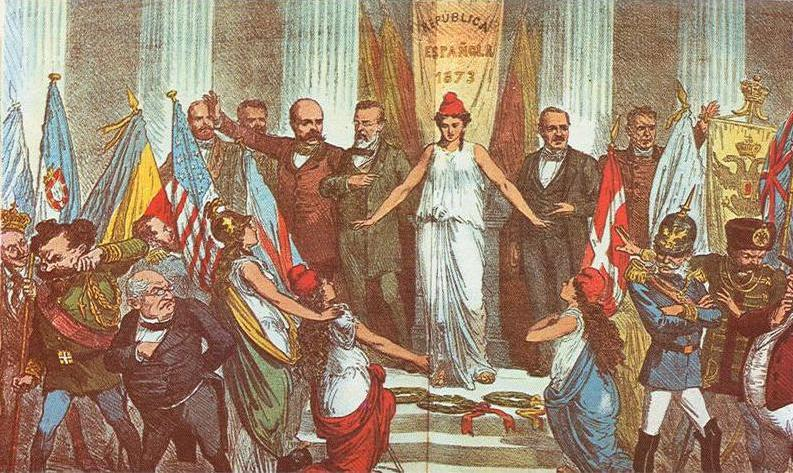
Alegoría de la Primera República Española en la Revista La Flaca (1873)

La Primera República Española fue proclamada el 11 de febrero de 1873 por las Cortes Generales.
La Primera República Española duró once meses en los que se sucedieron cuatro Presidentes (Figueras, Pi y Margall, Salmerón y Castelar). La debilidad con la que nació el régimen y que provocó la posterior restauración borbónica se debió a varios factores, entre los que destacan la falta de una base social suficiente, dado el descontento de los campesinos y trabajadores; la organizada oposición de manos de los conservadores o monárquicos, incluidos los levantamientos carlistas y la carencia de una burguesía que sustentase el sistema.

#### Restauración borbónica (1874-1931)

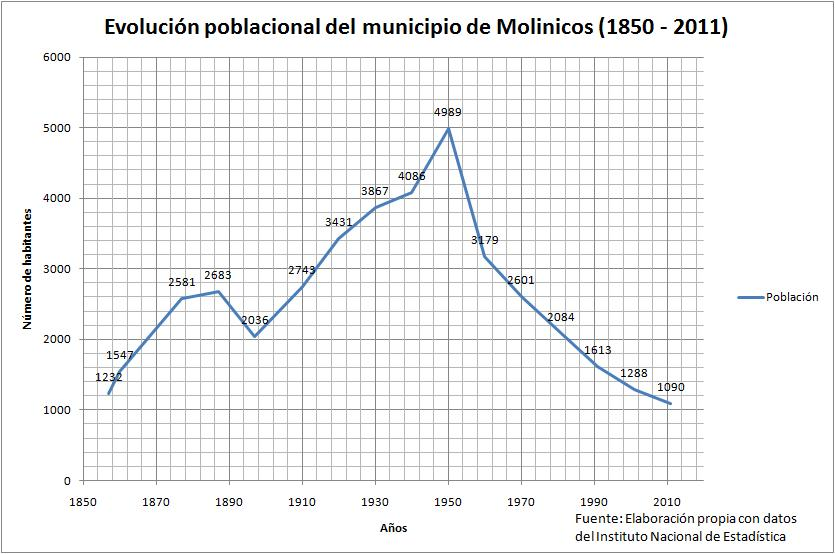
Evolución poblacional desde la emancipación hasta 2011

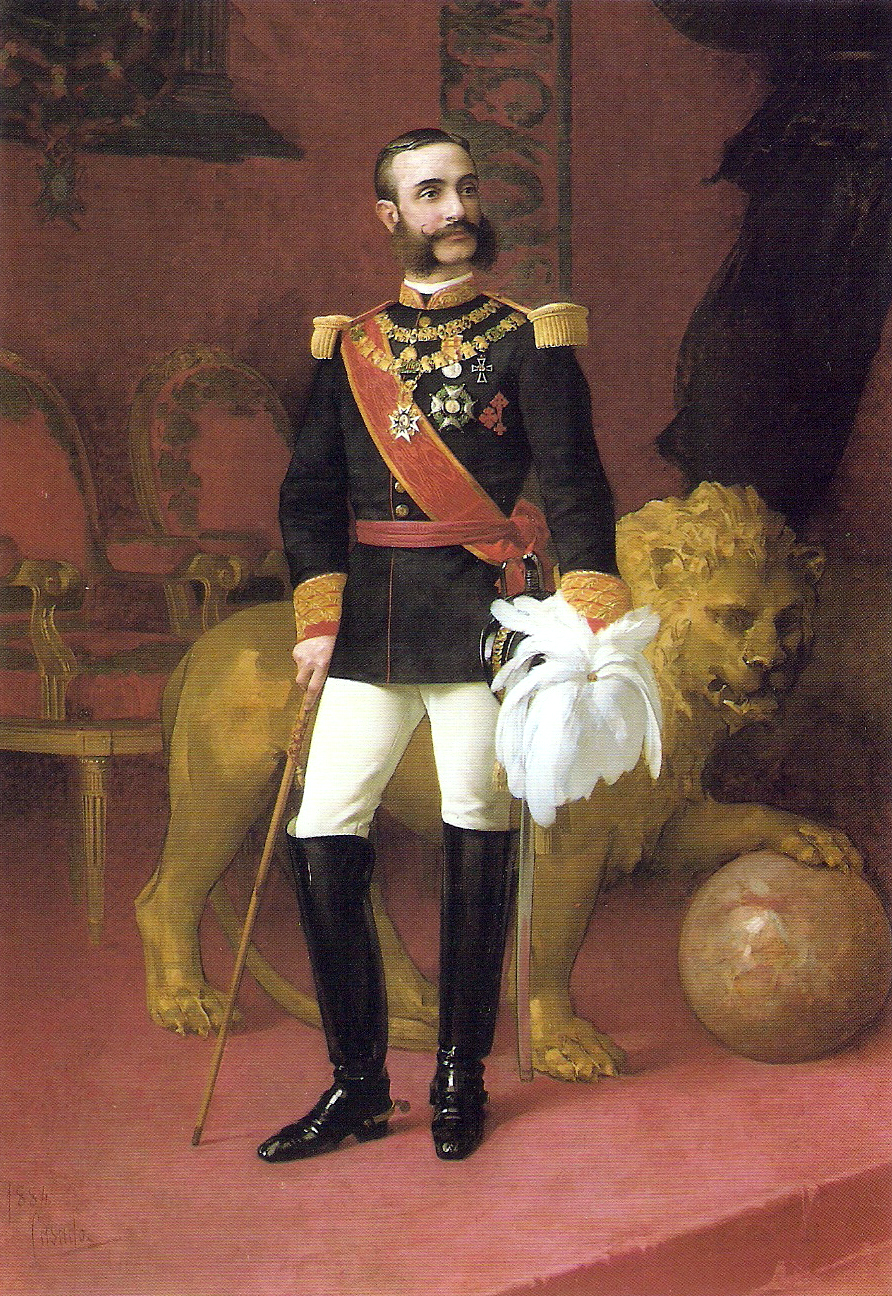
Alfonso XII reinó en España entre 1874 y 1885, cuando asumió la Regencia María Cristina de Habsburgo-Lorena hasta la mayoría de edad de su hijo.

Se conoce como Restauración borbónica al periodo que abarca desde el pronunciamiento del general Martínez Campos en 1874, que acaba con la Primera República, y la proclamación de la Segunda República el 14 de abril de 1931. El periodo se caracteriza por una cierta estabilidad institucional, la conformación de un modelo liberal del Estado y la incorporación de los movimientos sociales y políticos, fruto de la revolución industrial, que comienza su decadencia con la dictadura de Miguel Primo de Rivera en 1923.
En lo que respecta al Municipio de Molinicos, desde mediados del siglo XIX, y hasta mediados del siglo XX, el incremento de la población es exponencial, pasando de los 1232 habitantes en el año 1857, a los 4989 que vivían en Molinicos en 1950. A partir de aquí, la falta de empleo y las difíciles condiciones de vida hicieron que muchas personas emigraran en busca de unas condiciones de vida mejor.
Último cuarto del siglo XIX
En 1.877 el censo de población de Molinicos ascendía a 2728 personas (2595 de hecho).

Molinicos también se abrió al exterior, y tuvo presencia en la Exposición Universal de París de 1878. Concretamente se expusieron dos muestras de árboles; un disco de pino salgueño y otro de pino de roble.
Será en 1882 cuando el diario oficial la Gaceta de Madrid publique una subvención de 7236 pesetas para la construcción de una escuela para niños y niñas incluyendo la edificación en el mismo edificio de habitaciones para los profesores. En septiembre de ese mismo año se producen unas fuertes tormentas y pedriscos que necesitaron de la ayuda del Estado, que el 29 de ese mes proporciona 1750 pesetas del fondo de calamidades para remediar la situación.
El sector maderero era uno de los que proporcionaba al municipio mayores ingresos, y en julio de 1887 se produce un gran escándalo por la tala fraudulenta de cientos de pinos que llega hasta el Senado en boca del senador Rogel Duval.
Importante en esta época son las incursiones de bandoleros en esta zona en un clima social inestable, entre ellos cabe destacar a «El Pernales» acompañado del Niño del Arahal que finalmente fueron apresados y fusilados en el cercano municipio de Villaverde de Guadalimar a principios del siglo XX, (1907), personajes muy recordados en la Sierra.
A finales del siglo XX, en 1897, el municipio de Molinicos contaba con una población de derecho de 2924 personas (2036 de hecho)

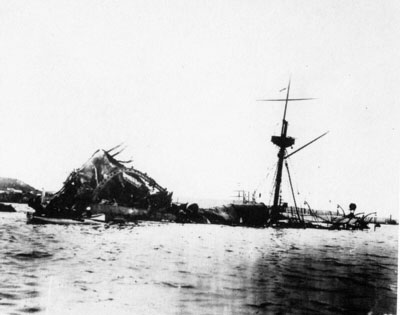
El estallido del buque norteamericano Maine, el 15 de febrero de 1898 en La Habana (Cuba) desató la Guerra Hispano-Americana en la que participaron numerosos moliniqueños, y que terminó con el Imperio Español

También fueron numerosos los moliniqueños que participaron en la Guerra Hispano-Estadounidense, sobre todo en la guerra de Cuba.
Primer cuarto del Siglo XX

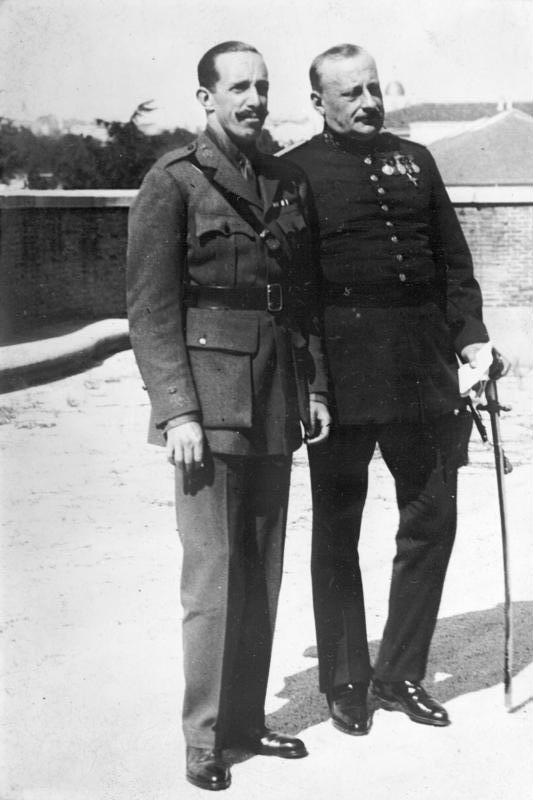
Alfonso XIII y Miguel Primo de Rivera en 1930.

La industria en Molinicos a principios del siglo XX era muy escasa y se basaba en la albañilería, molinos harineros que transformaban el trigo y la cebada, y almazaras de aceite que transformaban las aceitunas recolectadas.
Tras el estallido de la I Guerra Mundial el Ayuntamiento de Molinicos por unanimidad acuerda felicitar al Gobierno central por la declaración del país como territorio neutral.
Según cuenta la Guía de la provincia de Albacete del año 1916, el municipio de Molinicos contaba con 939 electores, sus parroquias se encontraban en la diócesis de Toledo, y contaba con puesto de la Guardia Civil, destaca durante este año el viaje de un matrimonio natural de Los Collados a Madrid para que el rey Alfonso XII pudiera ver a su hija, una niña que con apenas veinte meses alcanzaba los 28 kilos, y que fue publicado por varios periódicos del momento.
De las cinco elecciones celebradas a Cortes entre 1918 y 1923, en el municipio de Molinicos ganaron en dos ocasiones los partidos liberales, mientras que los conservadores no consiguieron la victoria en ninguna de ellas, no obstante la corrupción propia del sistema electoral de la restauración hace relativizan enormemente el resultado de las mismas.
De hecho, son notorios los actos de sabotaje electoral que se llevaron a cabo en Molinicos en distintas ocasiones, al igual que en toda la zona de la Sierra del Segura. Mientras que en las elecciones generales de 1919 los votos fueron repartidos a medias entre las dos candidaturas más grandes(al igual que en Yeste, Ayna o Socovos), en 1921 no llegaron ni a celebrarse los comicios en Molinicos (como también ocurrió en Letur o Nerpio), además, destacan episodios tan llamativos como el hecho de que estuviesen inscritas las actas de las distintas mesas por la misma persona (como sucedió también en Letur, Yeste, Socovos o Nerpio), lo cual da una imagen muy significativa de los procesos electorales de la época en esta zona de la provincia de Albacete.
En 1922 Molinicos contaba con 3535 habitantes, dentro del partido judicial de Yeste, siendo el alcalde Fermín Sánchez Luzón, el secretario y secretario del juzgado Alfredo de Frías Guerrero, y el fiscal José María de Frías Roldán.

Entre 1923 y 1928 se invirtieron en Molinicos 11 320 pesetas en arreglos de infraestructuras tales como calles caminos y puentes.
Cuatro años más tarde, en 1926 la población había crecido hasta los 3730 habitantes, el alcalde sería en esta ocasión Nicolás Núñez García y el secretario del juzgado Gorgonio García. El equipo de gobierno estaba formado por 10 concejales (incluido el alcalde).
Dictadura de Primo de Rivera
En 1929 se solicita la creación de diez escuelas en todo el municipio, concretamente en las localidades de Mesones, La Alfera, Los Alejos, Pinilla, Cañada de Morote, El Pardal, Torre - Pedro, El Morcillar, Cañada del Provencio y La Vegallera, puesto que el aumento de la población hacía necesaria la instrucción de los niños, y el volumen de los mismos era elevado.
Concretamente en 1930 Molinicos alcanzaba una población de 3867 personas (3964 de derecho)

#### Segunda República Española (1931-1936)
Tras la caída de la Dictadura de Primo de Rivera y la Dictablanda de Dámaso Berenguer, el rey Alfonso XIII decidió la vuelta a la monarquía parlamentaria y régimen constitucional anterior. Se convocaron elecciones municipales, en lugar de generales, para el 12 de abril de 1931. Lo que estaba en juego era la elección de unos ochenta mil concejales en todos los ayuntamientos de España; luego los concejales elegirían a los alcaldes.
Las elecciones municipales del 12 de abril de 1931 arrojaron, en el momento de la proclamación del nuevo régimen, unos resultados parciales de 22 150 concejales monárquicos y apenas 5875 antimonárquicos, quedando 52 000 puestos aún sin determinar. Pese al mayor número de concejales monárquicos, las elecciones suponían a la Corona una amplia derrota en los núcleos urbanos: la corriente antimonárquica había triunfado en 41 capitales de provincia.
El lunes 23 de marzo quedaron restablecidas las garantías constitucionales; se suprimió la censura y se reconoció la plena libertad de reunión y asociación. El domingo 5 de abril tuvo lugar con normalidad la presentación de candidaturas de los 81 099 concejales en los 8943 distritos.
Alfonso XIII abandonó el país sin abdicar formalmente y se trasladó a París, fijando posteriormente su residencia en Roma. En enero de 1941 abdicó en favor de su tercer hijo, Juan de Borbón. Falleció el 28 de febrero del mismo año.
En el municipio de Molinicos vivían de hecho 3867 (1930) personas, lo que suponía un incremento del 33 % desde el año 1900, aunque algo menos del 25 % lo hacía en el núcleo principal, que fundamentalmente subsistían basando su trabajo en la agricultura y la ganadería en pequeñas fincas o parcelas (el 52 % de las fincas eran mayores de 250 h, y estaba en manos de grandes propietarios). Además, las comunicaciones eran deficitarias (solo una carretera secundaria que daba acceso a Molinicos procedente de Hellín y la tasa de analfabetismo superaba con creces al 60 % de la población.
El sistema de partidos políticos en España durante la Segunda República está caracterizado por una excesiva fragmentación y por un número elevado de estos con presencia en las Cortes, aunque también se produce una polarización con tendencias centrífugas que propició una crónica inestabilidad política al sistema republicano.
En el municipio de Molinicos, el único partido que contaba con un comité era el Partido Republicano Radical liderado por Ángel Alacid Palacios. Respecto al sindicalismo la afiliación en el término municipal era escasa (menos de cien afiliados a UGT entre 1931 y 1933.
Durante la II República las Misiones Pedagógicas, proyecto educativo español creado en el seno del Museo Pedagógico Nacional, creó sendas bibliotecas en la Cañada del Provencio y en Molinicos ente 1931 y 1933, esta última con cerca de cien obras que vinieron a suplir el escaso nivel educativo de la población.
Elecciones municipales de abril de 1931 y gobierno provisional
En las elecciones del 12 de abril de 1931 la participación de los votantes moliniqueños fue muy baja, el 28'5 % del electorado, resultando vencedores la  coalición monárquica con once concejales (la totalidad de los que conformaban el Ayuntamiento) a cuya cabeza se encontraba Jesualdo González Frías, que repetía en el cargo tras acceder a él en 1930, y no siendo necesaria la celebración de nuevas elecciones en mayo de ese mismo año.
Tras la proclamación de la II República española, tomó el poder un gobierno provisional presidido por Niceto Alcalá-Zamora desde el 14 de abril hasta el 14 de octubre de 1931, fecha en que presentó su dimisión por su oposición al laicismo del Estado, recogido en el artículo 26 de la nueva Constitución, siendo sustituido por Manuel Azaña. El 10 de diciembre de 1931 fue elegido Presidente de la II República Española Niceto Alcalá-Zamora, por 362 votos de los 410 diputados presentes (la Cámara estaba compuesta por 446 diputados). Se mantuvo en el cargo hasta el 7 de abril de 1936, cuando el nuevo gobierno del Frente Popular pidió su dimisión por haber convocado dos veces elecciones generales en un mismo mandato, lo que podía considerarse una extralimitación de sus prerrogativas (a pesar de que los frentepopulistas habían cosechado un triunfo electoral en la última, pero que el PSOE había sido desalojado del Gobierno a causa de la anterior, junto con un pacto de la oposición con los que antes habían apoyado a las dictaduras) volviendo a sustituirle Manuel Azaña.
El parlamento resultante de las Elecciones a Cortes Constituyentes de 28 de junio de 1931 tuvo por misión la de elaborar y aprobar una Constitución el día 9 de diciembre del mismo año. En las elecciones de junio de 1931 hubo en Molinicos una participación del 56'4 % del electorado, que arrojaron como resultados la victoria con el 56'0 % de los votos para Conjunción Republicano-Socialista, siendo el siguiente partido el Partido Republicano Radical Socialistacon solo el 1'5 % de los votos.
Al quedar un puesto vacante respecto a las candidaturas por la provincia de Albacete para redactar la nueva Constitución, el 12 de julio de ese mismo año se procedió a una nueva votación a la que se presentaron dos contendientes. En este caso participaron en las elecciones el 52'1 % de los votantes, con la clara victoria de Fernando Coca González-Saavedra (Acción Republicana) por un 90,2 %, frente a Severiano Garrido Martínez (PSOE) con el 9,8 % de los votos.
Bienio social-azañista (1931-1933)
Tras aprobarse la Constitución, se constituye un nuevo gobierno y Cortes basándose en los resultados de las elecciones a Cortes Constituyentes. Se inició de este modo un nuevo período con un gobierno presidido por Manuel Azaña y formado por republicanos de izquierda y socialistas. En diciembre, Niceto Alcalá Zamora fue elegido Presidente de la República, quien confirmó a Manuel Azaña como Presidente del Gobierno.
A finales de 1931 y hasta mediados de 1932 el alcalde Jesualdo González Frías dejará vacante su puesto que será ocupado por Emilio Torrente González de su mismo partido durante 18 meses. Además, en 1932 se crea en Molinicos, dentro del fenómeno de las sociedades obreras que empezaba a implantarse en la provincia, la sede local de la UGT.
El gobierno republicano-socialista emprendió un amplio programa de reformas en un contexto económico desfavorable, marcado por el ascenso del paro. Como creadores de la Constitución se encargaron de llevar a cabo la tarea de poner en marcha la República, intentando hacer frente a los problemas que acuciaban al país a través de profundas reformas en todos los ámbitos políticos, sociales y económicos del país.
Bienio radical-cedista (1934-1936)

Tras la caída del Gobierno de Manuel Azaña, y ante la imposibilidad de formar uno presidido por Alejandro Lerroux, se optó por entregar el poder al republicano radical Diego Martínez Barrio para que convocase nuevas elecciones parlamentarias. Éste tomó posesión el 9 de octubre de 1933 e inmediatamente disolvió las Cortes, fijando el 19 de noviembre para la primera vuelta y el 3 de diciembre para la segunda. Las Elecciones generales de España de 1933 son las primeras elecciones en las que las mujeres tienen derecho a votar en España.
En estos comicios, en el municipio de Molinicos participó el 99,57 % del electorado, una cifra muy alta, con los siguientes resultados: Confederación Española de Derechas Autónomas 39,98 % de los votos, Acción Popular 15,18 % de los votos, Acción Republicana 19,22 %, Partido Republicano Radical Socialista, 9,89 % de los votos y Partido Socialista 1,27 %.
El triunfo de los republicanos radicales (Acción Republicana) y de la CEDA (Acción Popular) en noviembre de 1933, permitió a los partidos de centro y de la derecha iniciar una política de revancha contra la izquierda que perdurará hasta febrero de 1936. Esta etapa se inició con la formación de un gobierno republicano moderado con el apoyo en el Parlamento de los cedistas, y el consiguiente nombramiento de nuevos gobernadores y Diputaciones, acordes con la composición política del gabinete, así como la destitución de algunos ayuntamientos de izquierdas, colocando en su lugar a comisiones gestoras integradas básicamente por radicales y afines.
Las urgentes necesidades surgidas por el incremento del paro llevaron a mediados de julio de 1934 a que se votase en las Cortes una ley con medidas inminentes contra el desempleo, en la que se proponía incrementar los subsidios, realizar obras públicas, promover la iniciativa privada…
En el término municipal de Molinicos se agudizó la crisis económica, ya de por sí grave, al tener ese año una escasa cosecha de aceituna y la fuerte depreciación del esparto, por lo que se solicitó a la Diputación la tala de pinos maderables de las dehesas de Torre - Pedro y de la Celada, pero ambas fueron denegadas.
En los meses de verano de 1934 se sucedieron varias huelgas y disturbios en toda España, lo que motivó el cambio en varios ayuntamientos de la provincia a favor de radicales y cedistas. En Molinicos, en julio de 1934 se destituye al Ayuntamiento, y en su lugar accede al poder el Partido Republicano Radical liderado en Molinicos por José Sánchez Luzón y como secretario Fermín Sánchez Gregorio, aunque fue elegido como alcalde Ángel Alacid Palacios del mismo partido.
En el otoño de 1935 salieron a la luz los escándalos del estraperlo y Nombela, salpicando fatalmente al Partido Republicano Radical. La formación de un nuevo gobierno de centro-derecha chocó con grandes dificultades, por lo que el Presidente de la República, Niceto Alcalá-Zamora, tras varios fallidos intentos y negándose a que la CEDA formara gobierno, aun siendo el partido más numeroso, decidió nombrar a su amigo Manuel Portela Valladares, concediéndole el decreto de disolución de las Cortes el 14 de diciembre de 1935. Esta medida no gustó a la CEDA, declarándose contraria al nuevo gabinete.
A finales de 1935 se dedicó una partida importante de fondos para el arreglo de caminos vecinales y carreteras con dinero procedente de la Diputación Provincial de Albacete, el Ministerio de Obras Públicas y el Plan Nacional del Paro, destacando las 80.000 pesetas que fueron a parar a Molinicos, que se encontraba en una situación extrema, como también ocurría en otros territorios de España. La situación de penuria durante 1934 y 1935 afectó muy duramente a la hacienda local.
Frente Popular (1936-)
Manuel Portela Valladares, tras una nueva crisis, presentó un renovado gabinete el 30 de diciembre de 1935, al tiempo que manifestó la idea de crear un partido de centro ante la fuerte confrontación entre las fuerzas de derechas y de izquierdas. El 7 de enero de 1936 se convocaban nuevas elecciones generales para el día 16 de febrero.
En estos comicios a Cortes, en Molinicos acudió el 69.40 % del electorado a las urnas en unas elecciones muy disputadas. La Coalición antirrevolucionaria (CEDA) obtuvo entre el 59.35 % de los votos, mientras que el Frente Popular obtuvo entre el 35.31 % de los votos, y los monárquicos el 5.20 % lo que da una imagen de un electorado claramente polarizado.
Constituido el nuevo Congreso el 3 de abril de 1936, las fuerzas de izquierdas se apresuraron en buscar el modo de relevar de la Presidencia de la República a Niceto Alcalá-Zamora, persona poco afín a la nueva ideología dominante. En la sesión de apertura, Indalencio Prieto, en nombre del Frente Popular, esgrimió ante el Parlamento que la última disolución de las Cortes había sido innecesaria, por lo que en virtud del artículo 81 de la Constitución, era reglamentario el cese del Presidente. La moción, apoyada por 250 votos, supuso el cese del Presidente de la República, siendo nombrado como sustituto interino, Diego Martínez Barrio.
La elección del nuevo Presidente se haría con los votos de los diputados y con los de los compromisarios elegidos al efecto. Por ello, el 9 de abril de 1936, el Gobierno decretó la celebración de elecciones a compromisarios, estableciendo las normas que debían regir, de acuerdo a la Ley de 1 de julio de 1932 y con algunas modificaciones introducidas para salvar el vacío presidencial en momentos tan inestables.
Las elecciones a compromisarios se celebraron el 26 de abril de 1936 con la victoria en Molinicos del Frente Popular (junto con las Juventudes Socialistas) por un 59,10 % de los votos, frente al 40’90 % a favor de los compromisarios del Partido Republicano Conservador.
Tras la victoria electoral del Frente Popular tanto a nivel estatal, se fueron sucediendo actos que culminaron el 18 de julio de ese mismo año con el levantamiento de parte del ejército, con Francisco Franco al frente, que intentaron controlar todo el territorio español. El devenir de los acontecimientos dieron lugar a una cruenta guerra civil que se dilató en el tiempo hasta 1939.

#### Guerra civil española (1936-1939)
En Molinicos no tuvieron lugar bombardeos ni batallas, aunque el clima de terror y violencia vivido causó varios muertos, y la destrucción de templos religiosos.

#### Dictadura del general Franco

Bandera de España durante el régimen franquista.

Al terminar la Guerra, el censo poblacional de Molinicos se estimaba en 4.086 personas, pero las condiciones de las mismas eran precarias y las cartillas de racionamiento estaban a la orden del día. Durante la posguerra fueron fusiladas dos personas contrarias al nuevo régimen, y varios otros partieron como voluntarios al en el Frente Oriental contra la Unión Soviética dentro de la División Azul que sirvió entre 1941 y 1943 en el ejército alemán durante la Segunda Guerra Mundial.
También hay noticias del fallecimiento en el campo de concentración de Mauthausen de dos personas naturales de Molinicos (de los cerca de 9000 españoles que pasaron por allí, 600 de ellos castellanomanchegos) que fallecieron entre 1941 y 1942, que se habían refugiado en Francia.
En diciembre de 1944 el Consejo de Ministros aprueba la construcción de varios cuarteles en toda España, entre ellos el de Molinicos.
En enero de 1945 una fuerte nevada dejó aislado a la totalidad del municipio durante más de veinte días, así como a toda la zona sur de la provincia de Albacete. Desde la capital provincial, el gobernador civil ordenó que se enviaran víveres, así como el reparto extraordinario de harina, a través de un convoy que debido a las dificultades tardó bastante tiempo en llegar a la zona. La historia se repetiría en diciembre del año siguiente, cuando varios municipios de la Sierra del Segura, entre los que se encontraba Molinicos permanecieron varios días con temperaturas bajo cero e incomunicados.
El 6 de junio de 1947 se celebró un «referéndum» sobre la Ley de Sucesión en la Jefatura del Estado, en el que según los resultados oficiales, votó el 89 % del electorado, según el recuento el voto en favor del «sí» fue del 93 %, un 4,7 % en favor del «no» y un 2,3 % de votos en blanco o nulos. En Molinicos, según los resultados, con un censo de 2.360 personas, 2133 votaron a favor de la misma y solo 15 en contra.
Durante los años de la postguerra española, se plantea un contencioso de segregación por parte del vecino municipio de Riópar para anexionarse tanto la localidad de La Vegallera como la Cañada del Provencio. Durante ese mismo, en todo el municipio se recogieron firmas en contra del mismo, y en 1950 se planteó un contencioso que, finalmente, fallaría el Tribunal Supremo a favor de su permanencia en el municipio de Molinicos, lo cual fue celebrado con una gran fiesta y cohetes.
Precisamente en 1950 se inicia la carretera que conecta la carretera autonómica CM-412 con la localidad de La Vegallera, pasando por otras localidades como Pinilla, Los Alejos, La Alfera, Las Ánimas y Cañada del Provencio, que tras varios problemas y retrasos sería terminada en 1970, lo que permitía el acceso a la misma con automóvil. No obstante, no sería hasta 1990 cuando se asfaltaría la calzada sobre el mismo trazado que tenía la pista forestal anterior.
A pesar de la creación en 1950 de la diócesis de Albacete, no es hasta 1969 cuando la Parroquia de Molinicos, junto con las de La Vegallera y Cañada del Provencio, así otras de la zona (no así la de Yeste que pertenecía a la diócesis de Cartagena), pasaran a formar parte de esta procedente de la diócesis de Toledo, la cual aún poseía importantes territorios en la Sierra de Alcaraz y norte de la provincia de Jaén. Se aunaba así las circunscripciones eclesiásticas y civil.
Precisamente durante la década de los sesenta se fraguó la idea de construir una nueva iglesia en lo que a partir de entonces se conocería como el ensanche justo enfrente del edificio del actual Ayuntamiento.
En agosto de 1979 se declara un fuerte incendio en la dehesa de Torre-Pedro que arrasa con 1500 h de monte, aunque no hay que lamentar daños personales los materiales son muy cuantiosos. Vecinos del municipio y de zonas vecinas colaboran con la guardia civil y bomberos de Hellín y Albacete en la extinción del incendio.

#### Transición a la democracia (1975-1982)

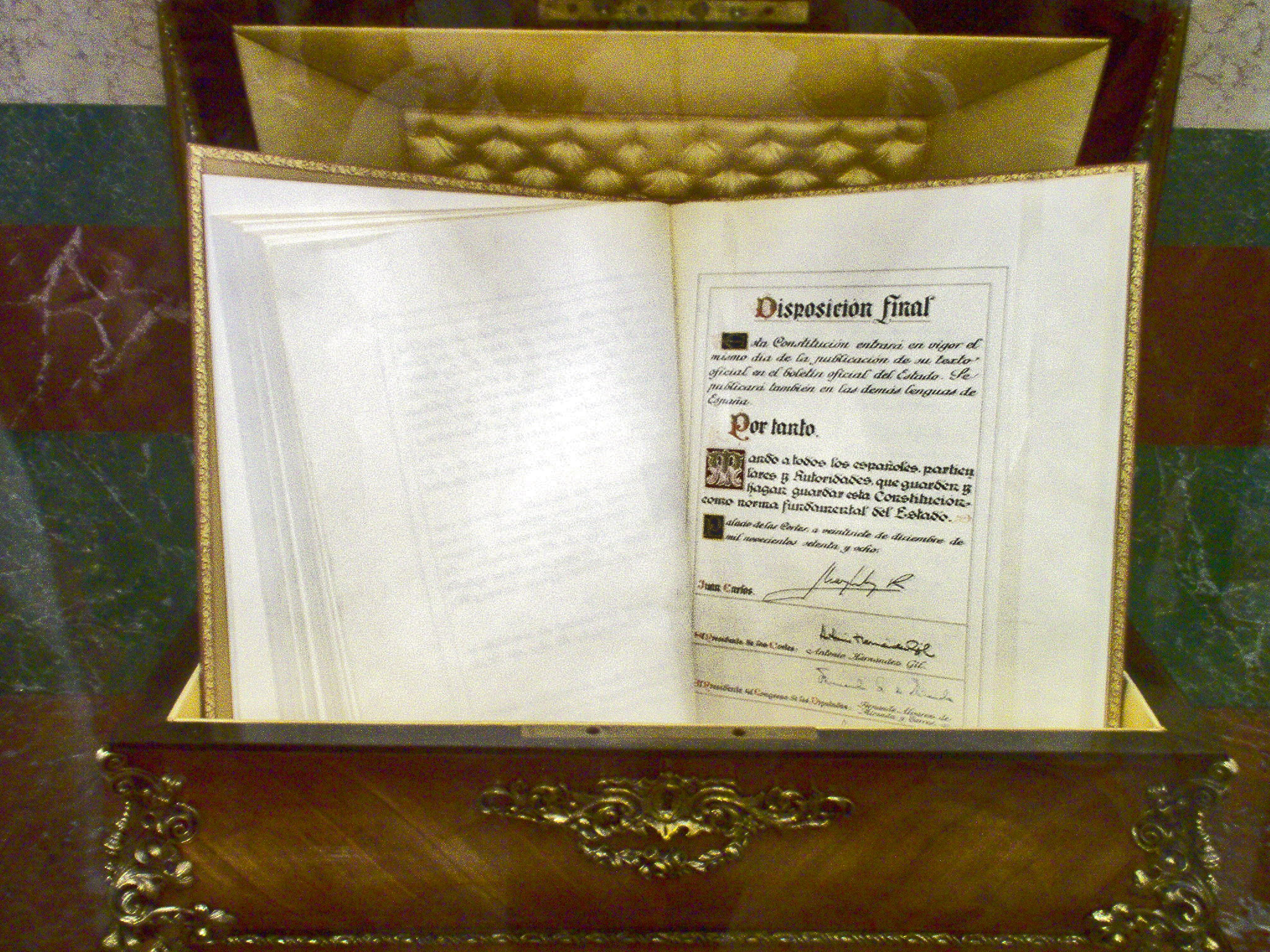
Ejemplar de la Constitución Española de 1978 conservado en el Congreso de los Diputados.

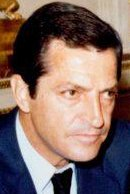
Adolfo Suárez González, Presidente del Gobierno durante la transición.

Referéndum sobre la Ley para la Reforma Política
El 15 de diciembre de 1976 se celebró el referéndum sobre la Ley de la Reforma Política. En la Provincia de Albacete el 95,64% voto a favor del sí, mientras que él no fue votado por el 2,61% de los que acudieron a las urnas (83,47% del electorado).
Elecciones generales de España de 1977 (Congreso de los Diputados)
En las elecciones al Congreso de los Diputados de junio de 1977, las primeras elecciones después de la restauración democrática, participaron el 68,3% del censo (1060 votantes), y una abstención del 31,7 %. Los resultados fueron: 62 % para UCD, 16,76 % para el PSOE, 8,24 % para la Coalición de Centro Izquierda de Albacete, 7,86 % para la Federación de Partidos de Alianza Popular, 2,27% para Falange Española de las JONS, 1,8 % para el Partido Comunista de España, y 0,09 % para el Frente Democrático de Izquierdas.
Referéndum para la ratificación de la Constitución española
El 6 de diciembre de 1978 los ciudadanos españoles tuvieron que votar en referéndum si aprobaban el proyecto de Constitución que se había confeccionado tras la aprobación de la Ley de Reforma Política. En la Provincia de Albacete acudieron a las urnas el 71'86% de los electores, que dieron como resultado la aprobación del proyecto de Carta Magna por el 88,9% de los mismos frente al 7,98% que la rechazó.
Elecciones generales de España de 1979 (Congreso de los Diputados)
Las elecciones de marzo de 1979 al Congreso de los Diputados arrojan un resultado que modifica la tendencia iniciada en 1977. En este caso, la participación fue del 58,83 %, y la abstención se incrementó de forma destacada hasta alcanzar al 41,17 %. En cuanto a los resultados: el PSOE consiguió el 49,1 % de los votos, UCD el 43,98 %, Coalición Democrática 3,82 %, el PCE el 2,11 %, y con resultados que no alcanzan el 1 % otros partidos como el Partido Carlista, el Partido de la Organización Revolucionaria de los Trabajadores, el Partido de la Unión Nacional, El Partido del Trabajo de España, o El Partido Socialista Obrero Español (Sector Histórico).

#### Últimos años del

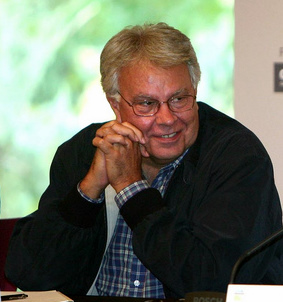
Felipe González fue Presidente del Gobierno entre 1982 y 1996.

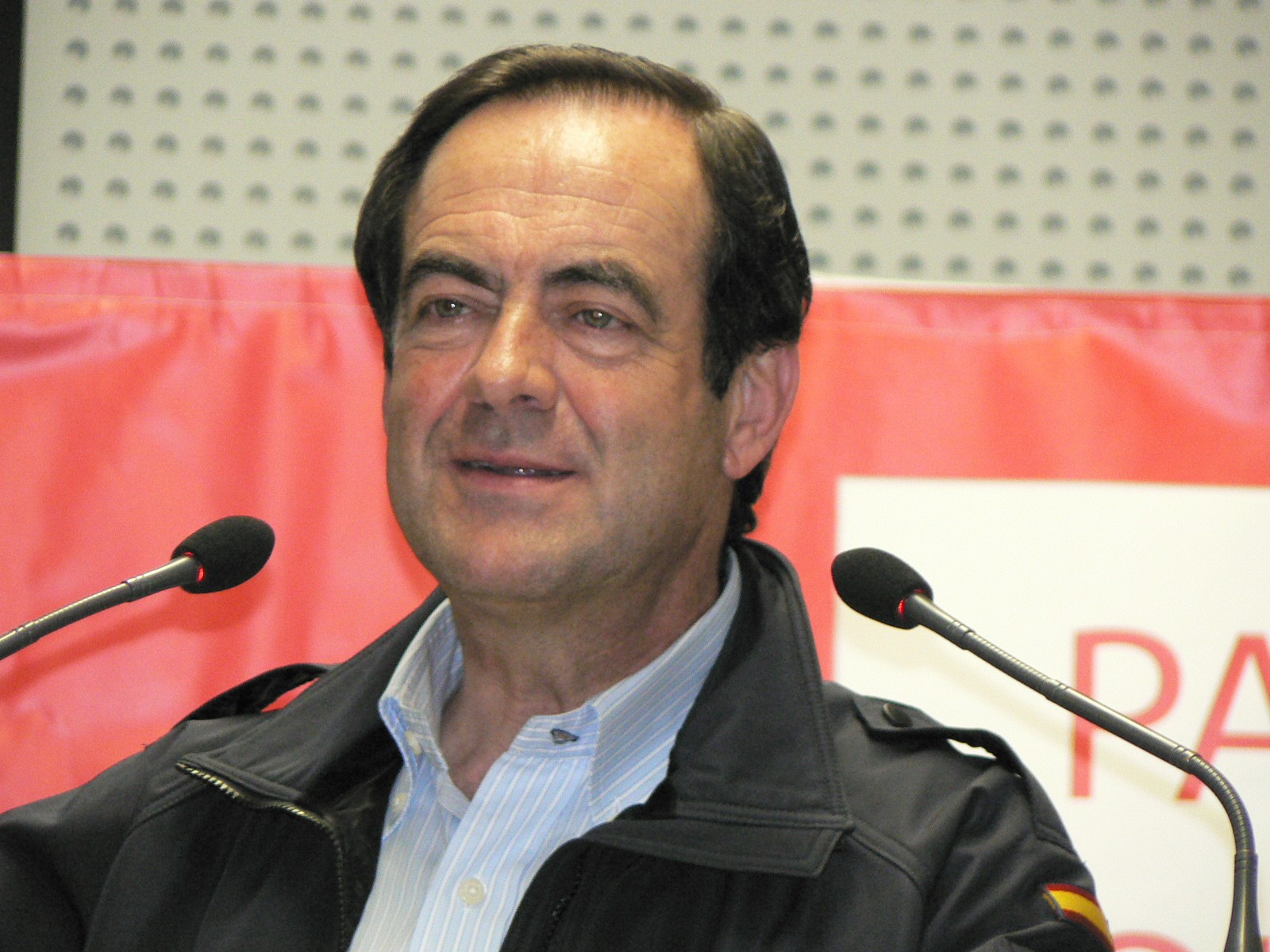
José Bono Martínez fue Presidente de Castilla-La Mancha entre 1983 y 2004

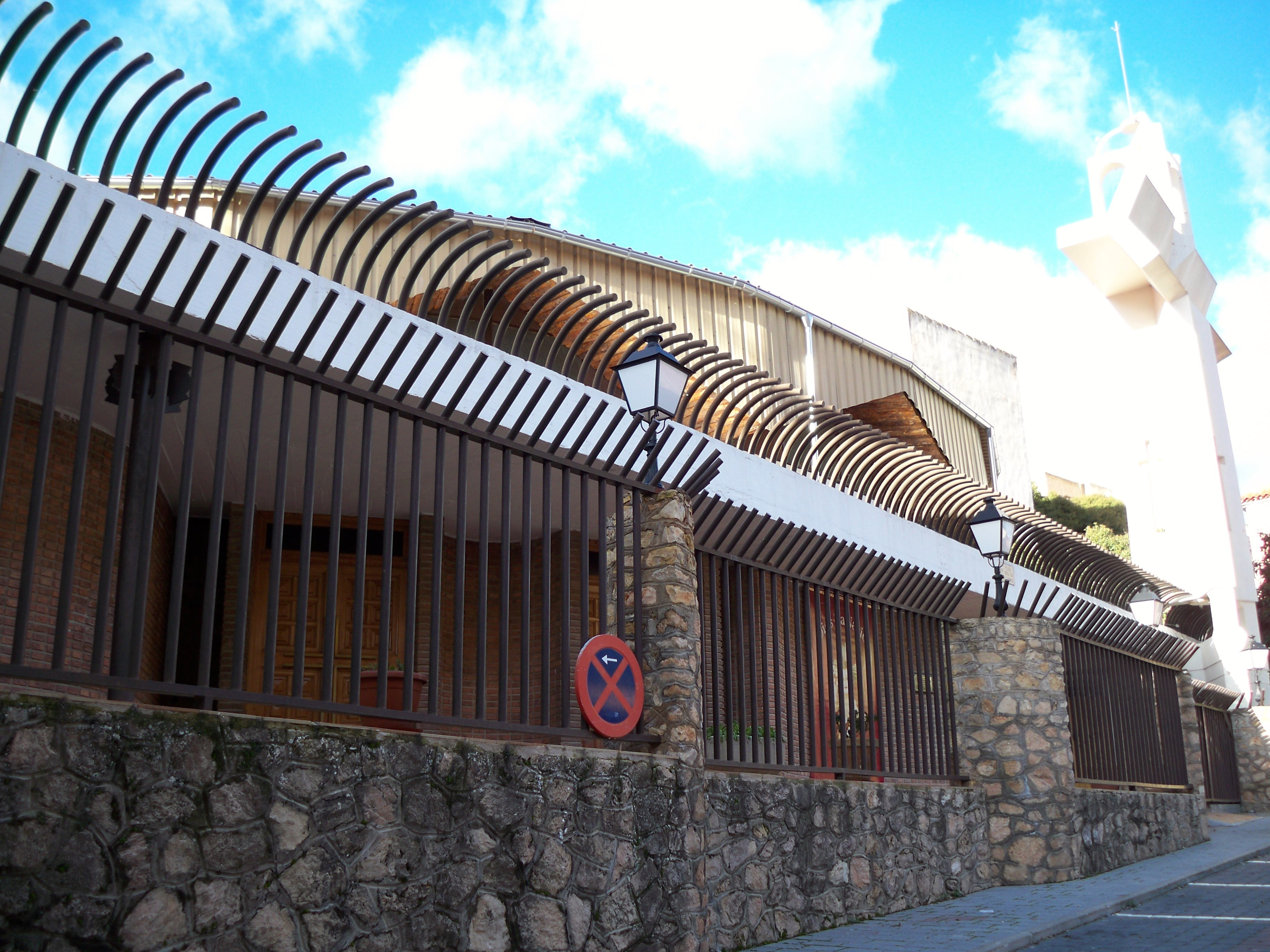
Iglesia de Nuestra Señora del Carmen de Molinicos, Inaugurada en los años 90.

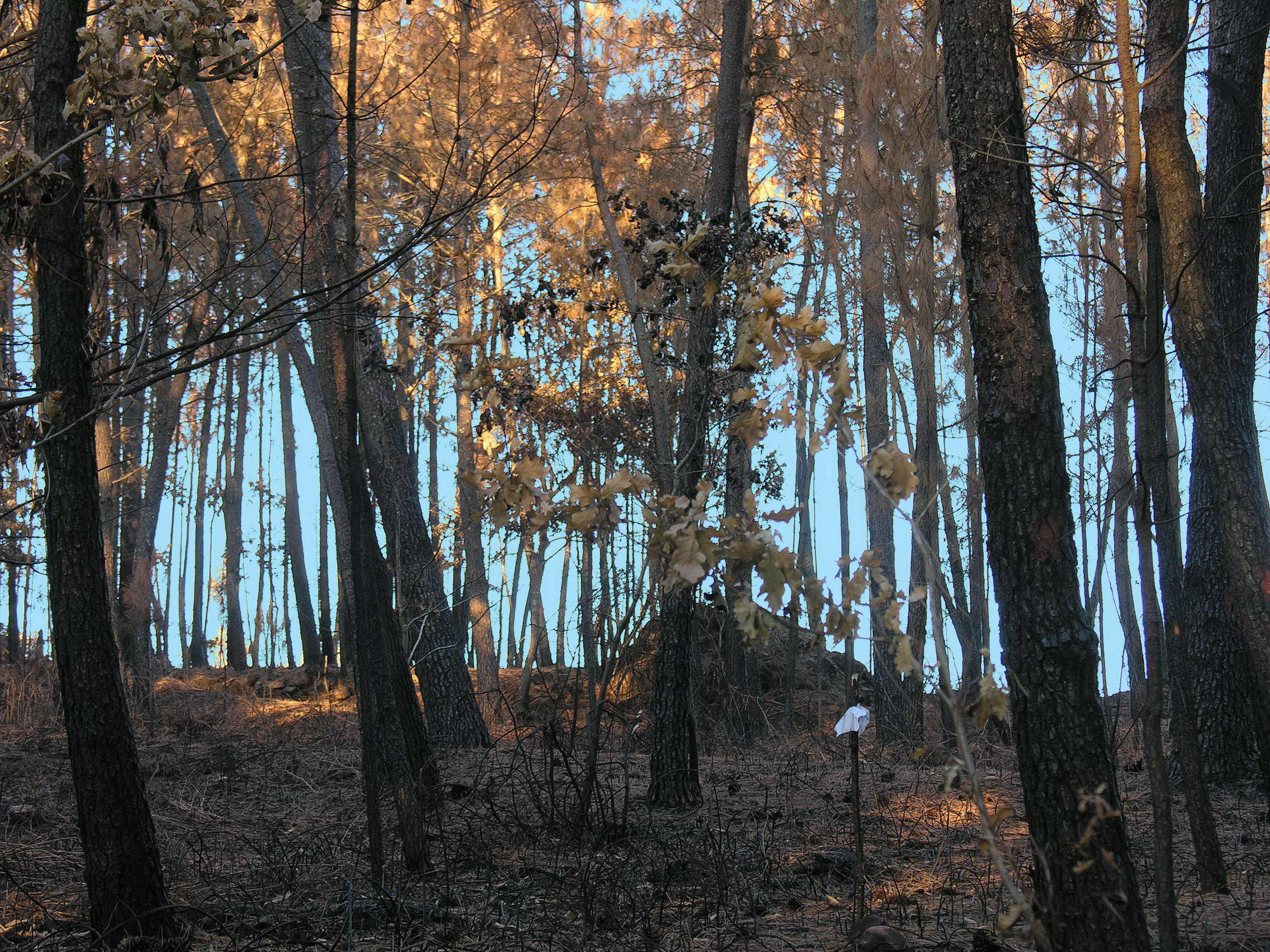
El incendio de 1994 arrasó con 14.000 hectáreas de los municipios de Yeste y Molinicos

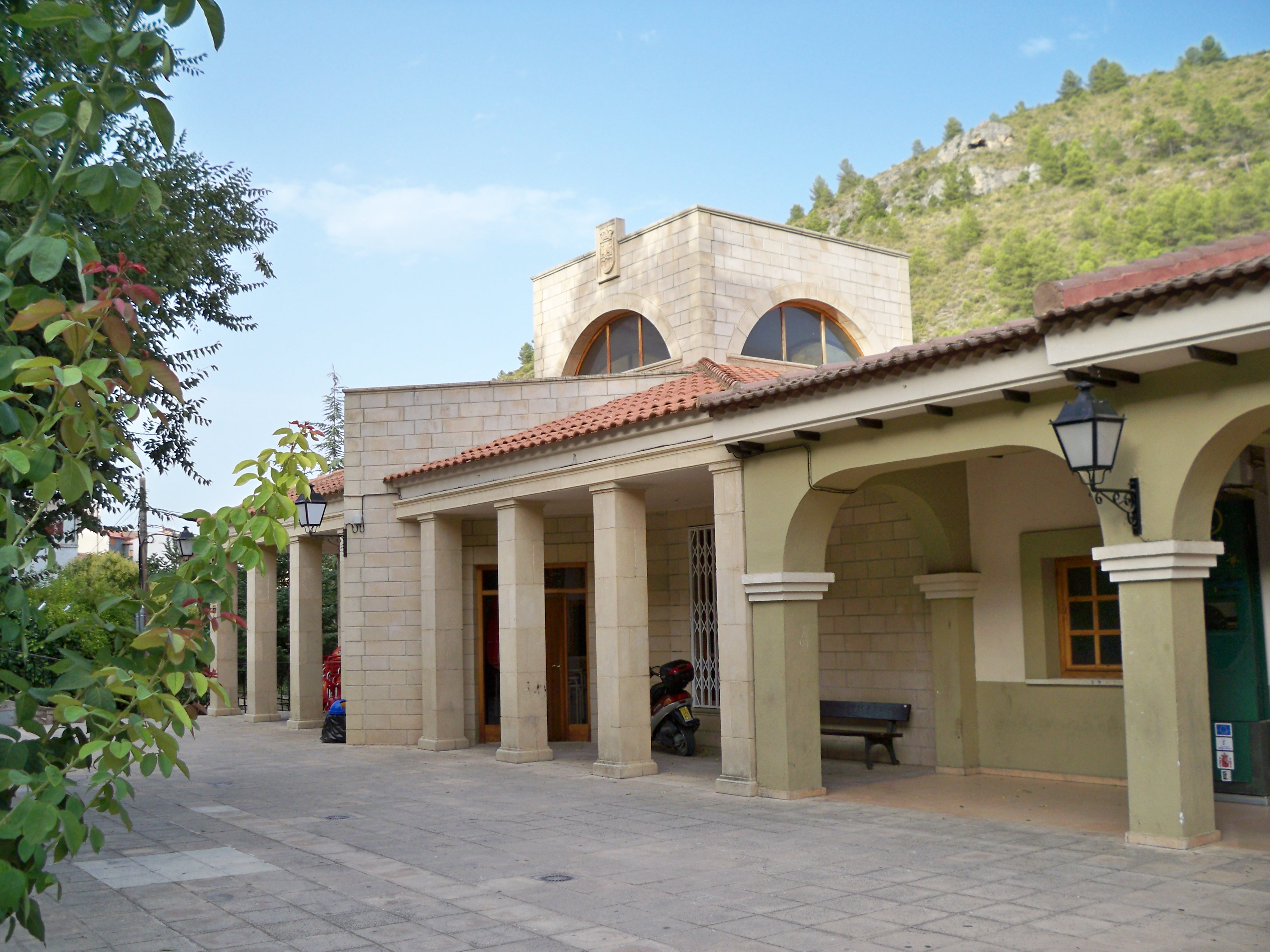
Casa de la Cultura de Molinicos, edificada en los 90.

#### Últimos años delsigloXX

##### 1982-1990
Elecciones Generales de octubre de 1982 (Congreso de los Diputados)
En octubre de 1982 se celebraron elecciones al Congreso de los Diputados. En el municipio de Molinicos concurrió a las elecciones el 71,23 % del censo electoral, y hubo una abstención del 28,77 %. Los resultados: 61,83 % PSOE, 21,85 % Alianza Popular - Partido Demócrata Popular, 10,79 % UCD, 2'76 % Centro Democrático y Social, 1,55 % Partido Comunista de España, y con menos del 1 % otros partidos como el Partido Socialista de los Trabajadores, Movimiento Falangista de España, Asociación Política Fuerza Nueva, Solidaridad Española, Candidatura de Unidad Comunista y Falange Española de las JONS.
Elecciones de Castilla - La Mancha de 1983
El 8 de mayo de 1983 tuvieron lugar las primeras elecciones a las Cortes de Castilla-La Mancha tras la aprobación el año anterior del Estatuto de Autonomía de Castilla-La Mancha. Los resultados dieron la victoria al PSOE con un 47,01 de los votos, frente a la Coalición Popular (AP-PDP-UL) que con el 41,19 se mantuvo como segunda fuerza. Además otros grupos superaron la barrera del 1%, como el PCE (6,90%), CDS(3,04%) y el PDL(1,79%). No obstante solo entraron el las Cortes autonómicas los dos principales partidos. José Bono Martínez se convertía así en el primer presidente electo de Castilla - La Mancha.
Elecciones Generales de junio de 1986 y Referéndum sobre la permanencia de España en la OTAN
En las elecciones Generales de junio de 1986 participó el 63,24 % del electorado, con una abstención del 36,76 %. En dichas elecciones, el PSOE obtuvo el 55,42 % de los votos, Coalición Popular el 35,88 %, Centro Democrático y Social el 5,51 %, y el resto de partidos no consiguió rebasar el 1 % de los votos, entre ellos Izquierda Unida, Partido Socialista de los Trabajadores, Partido Reformista Democrático, Mesa Para la Unidad de los Comunistas, Unificación Comunista de España o Falange Española de las JONS.
En marzo de 1986, el Gobierno de Felipe González Márquez sometió a referéndum la permanencia de España en la Alianza Atlántica. En esta ocasión en Molinicos votó el 43,71 % de los llamados a las urnas, lo que supone una de las más altas cotas de abstencionismo de toda la historia democrática (56,29 % de abstención). Del total de votantes, el sí a la permanencia fue apoyado por el 67,36 %, mientras que la salida era la opción para el 32,64 % del electorado que participó en la consulta, unos resultados muy similares a los que se dieron en el resto del Estado en lo que a participación se refiere, salvo en el apoyo a la permanencia que fue notablemente mayor en Molinicos.
Elecciones Generales de octubre de 1989(Congreso de los Diputados)
En octubre de 1989 se convocaron elecciones a Cortes Generales que se saldaron con la participación del 63,11 %, y una abstención del 36,89 %. En cuanto a los resultados, El PSOE consiguió el 56,62 % de los votos, el Partido Popular el 30,52 %, Centro Democrático y Social el 5,69 %, Izquierda Unida el 5,3 %, y otros partidos no consiguieron superar la barrera del 1 %, Los Verdes Ecologistas, Agrupación Ruiz-Mateos, Partido Comunista de los Pueblos de España o Los Verdes-Lista Verde.

##### 1990-1999
Elecciones generales de España de 1993 (Congreso de los Diputados)
En junio de 1993 las elecciones Generales al Congreso contaron con una participación del 70,08 %, lo que supuso la abstención de 29,92 %. Los resultados: PSOE 57,41 %, Partido Popular 37,1 %, Izquierda Unida 3,63 %, Centro Democrático y Social 1,08 %. Con menos del 1 % Los Verdes, Coalición por un Nuevo Partido Socialista, Los Ecologistas y Tierra Comunera-Partido Nacionalista Castellano.
En enero de 1994 se inician los trámites desde la Junta de Comunidades de Castilla-La Mancha para comenzar las obras de la futura carretera autonómica CM-412 que atraviesa de este a oeste todo el término municipal de Molinicos, convirtiéndose en la principal vía de comunicación dentro del municipio, así como de toda la Sierra del Segura. Durante ese mismo año concluyen las obras del Parque de Bomberos Comarcal de Molinicos promovidas por la Diputación de Albacete, ubicado en las inmediaciones de la carretera A-9 que da acceso a Molinicos.
Incendio de agosto de 1994, 14.000 hectáreas calcinadas en Yeste y Molinicos
Un punto importante dentro de la historia de Molinicos en los últimos años fue el incendio que se produjo en 1994, originado en el vecino municipio de Yeste y que también afectó a todo el sur del municipio de Molinicos. En total se calcinaron 14 284 hectáreas (según cifras oficiales), y cerca de 1.300 personas de 16 localidades de ambos municipios tuvieron que ser evacuadas. En las labores de extinción llegaron a participar alrededor de 500 personas, 70 vehículos y 18 aviones y helicópteros de Castilla-La Mancha, Andalucía y la Región de Murcia.
La escuela - hogar de Molinicos (hoy residencia de mayores) se convirtió improvisadamente en un centro de evacuación, albergando a personas afectadas por el incendio, aunque el fuego llegó a las inmediaciones del propio Molinicos, de Torre - Pedro y de Los Collados. El incendio de 1994 se sitúa entre los 20 incendios más devastadores de toda España, siendo el más extenso de toda Castilla - La Mancha, aumentando los índices de desertificación de la zona. La economía sufrió un fuerte descenso que de la que los municipios no han logrado reponerse. Molinicos ha perdido desde entonces cerca del 34% de su población, y Yeste el 30%, cifras muy similares en ambos casos, al tratarse de municipios con un alto índice de dispersión poblacional.
En 1995 se inician las obras de acondicionamiento de la carretera A-9 entre la CM-3203 (Ayna - Elche de la Sierra) solo el tramo perteneciente al municipio de Molinicos, y la CM-3206 (Yeste - Elche de la Sierra), tras varios años convertida en una pista forestal, la actual A-72.
Elecciones generales de España de 1996 (Congreso de los Diputados)
En las Elecciones Generales de 1996, participó en Molinicos un 76,33% del electorado. Los resultados fueron 57,45% PSOE, 40,02% PP, 2'23% IUCAM-Los Verdes.
En junio de 1998 es cuando se produzca una ampliación en el terreno industrial del municipio al crearse un Matadero Cárnico Industrial en el paraje conocido como «El Chotil» en Molinicos, y un Aserradero en la carretera de Yeste. Será al año siguiente cuando se liciten las obras para la remodelación de la casa-cuartel de la Guardia Civil en la localidad de Molinicos que concluirían al año siguiente.

#### Época actual

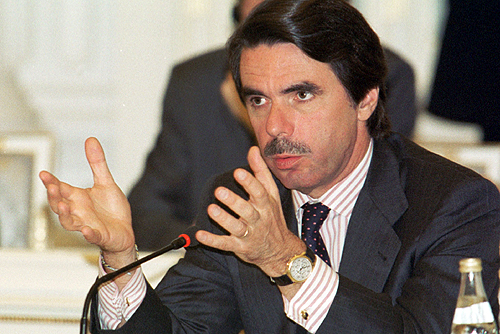
José María Aznar fue Presidente del Gobierno entre 1996 y 2004.

##### 2000-2011
Elecciones generales de España de 2000 (Congreso de los Diputados)
En las elecciones de marzo de 2000, participó en Molinicos el 75'9% del electorado.Los resultados dieron la victoria en el municipio al PSOE (52'78%), seguido por el PP (44'95%), IU consiguió el 1'36%, y otros dos partidos no llegaron al 1%, como La Falange o Unión Centrista - Centro Democrático y Social.
A partir del año 2000 se inicia un movimiento asociativo, tanto a nivel comarcal como municipal que desemboca en la constitución de numerosas asociaciones. En febrero de 2000 se crea en Molinicos la «Agrupación de Defensa Sanitaria Ganadera de Ovino-Caprino de
Molinicos» con 21 componentes.
En 2001 se inicia la construcción de varias estaciones depuradoras de aguas en la Sierra del Segura incluida la de Molinicos. La estación de aguas depuradora de Molinicos se construye por un montante total.
Además, se inician las obras para la mejora del abastecimiento de agua en la Cañada del Provencio y en El Santo, en el noroeste del municipio, y se licitan las obras para la construcción del consultorio de salud de Fuente - Higuera.
Elecciones de Castilla - La Mancha de 2003
En las elecciones a las Cortes de Castilla - La Mancha de mayo de 2003 se alzó con la victoria el PSOE al conseguir, a nivel autonómico el 58.61% de los sufragios frente al 37.16% del PP. La tercera fuerza más votada fue IU - Izquierda de C- LM. José Bono Martínez consiguió su sexta victoria en las elecciones autonómicas, en 2004 abandonaría la Presidencia de la Comunidad para incorporarse al Ministerio de Defensa, sustituyéndole en el cargo José María Barreda Fontes.
Elecciones generales de España de 2004 (Congreso de los Diputados)
En las Elecciones Generales de marzo de 2004, celebradas tras los atentados de Madrid del 11 de marzo, votó en Molinicos el 76'42% de los llamados a las urnas. Los resultados dan la victoria al PSOE (53,99%), seguido por el PP (42,89%), IU-ICM consiguió el 1'87%, y varios partidos no llegaron al 1% (Partido Nacionalista Castellano - Tierra Comunera, Partido Familia y Vida, Partido Comunista de los Pueblos de España, Centro Democrático y Social).
En febrero de 2005 se convocó otro referéndum en España, promovido por el Presidente del Gobierno José Luis Rodríguez Zapatero, sobre la ratificación del Tratado por el que se establecía una Constitución para Europa. En Molinicos, participó en dicha consulta el 54,6 % de los votantes, una cifra parecida a la que participación en anteriores referéndums (permanencia en la OTAN). De ellos, el 92,55 % optó por el sí, mientras que solo el 3,45 % de los votos rechazaron el texto constitucional europeo. Dicho texto finalmente no llegó a entrar en vigor.
Elecciones de Castilla - La Mancha de 2007

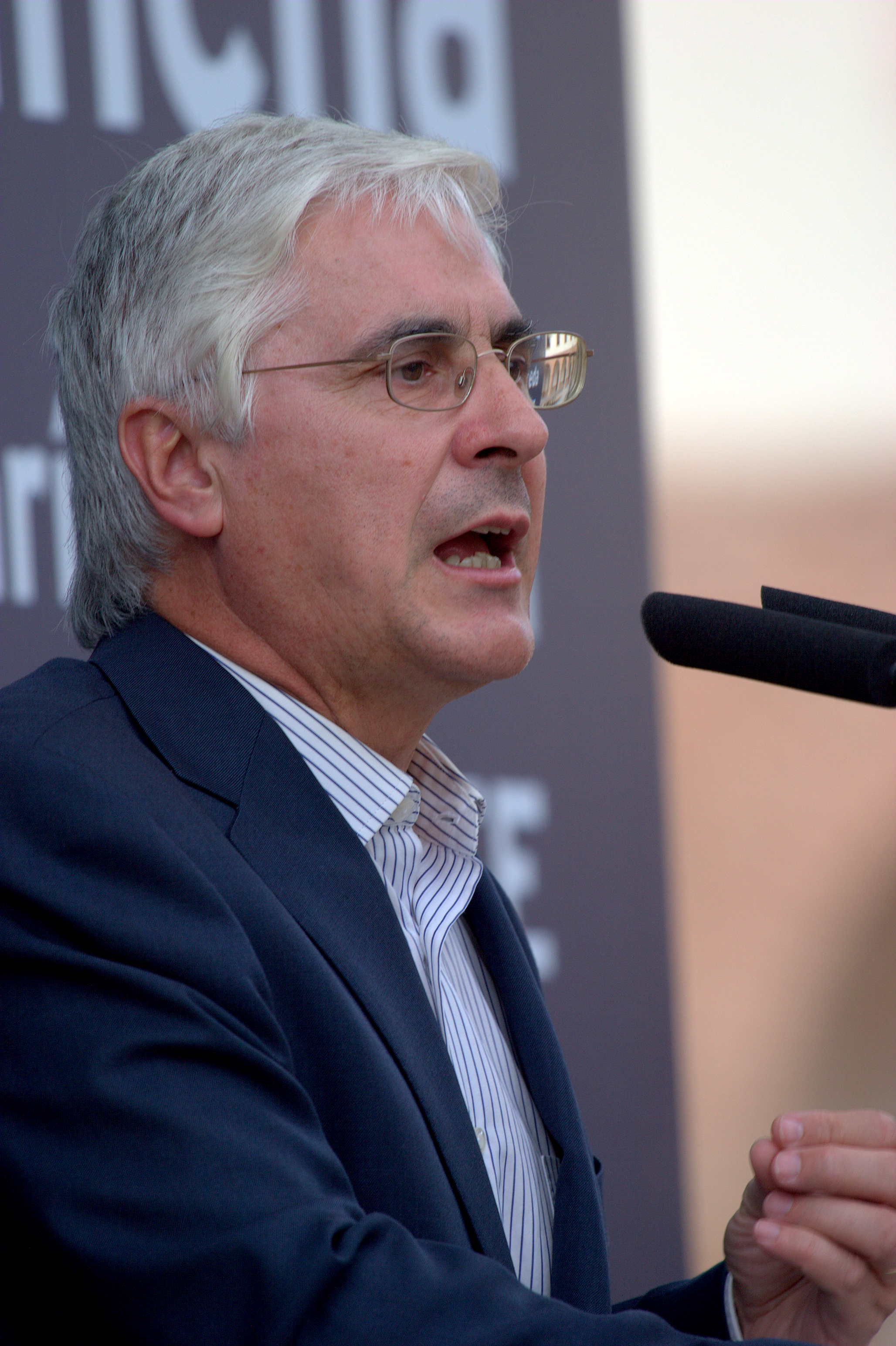
José María Barreda fue Presidente de Castilla-La Mancha entre 2004 y 2011

El 27 de mayo de 2007 tuvieron lugar las elecciones a Cortes de Castilla-La Mancha donde se renovaron los 47 asientos del parlamento regional. En estos comicios, a nivel autonómico, los resultados dieron el triunfo al PSOE con un 52,63% de los votos, frente al PP que con el 42,93% se mantuvo como grupo de la oposición. A larga distancia se situó IU-Izquierda CLM, que no logró entrar en el Parlamento autonómico con el de los 3,47% votos. José María Barreda se convertía así en Presidente de la Comunidad Autónoma.
Elecciones generales de España de 2008 (Congreso de los Diputados)
En las Elecciones Generales de marzo de 2008 votó en Molinicos el 78,05 % de los electores, que dieron como resultados el triunfo del PSOE por 57,9% de los sufragios, el PP obtuvo el 39,12%, IU-Alternativa consiguió el 1,94%, y otros partidos no alcanzaron la barrera del 1% como: Unión Progreso y Democracia, Partido Antitaurino Contra el Maltrato Animal, Por un Mundo Más Justo y el Partido Social Demócrata.
Elecciones de Castilla - La Mancha de 2011

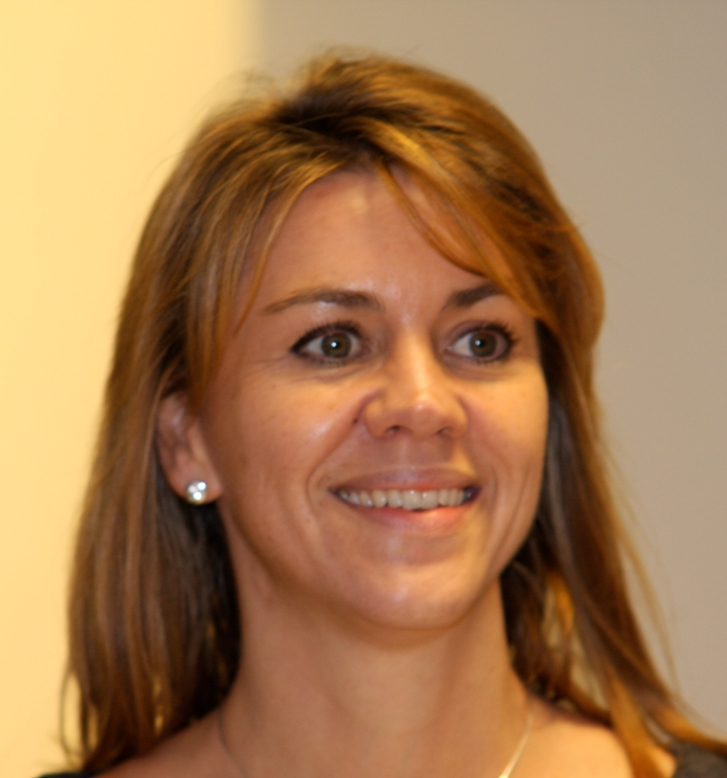
María Dolores de Cospedal fue elegida Presidenta de Castilla-La Mancha en las autonómicas de mayo de 2011

En mayo de 2011 tuvieron lugar nuevamente comicios autonómicos para elegir las Cortes de Castilla-La Mancha que dieron lugar a la VIII Legislatura. Mientras que los resultados en Molinicos dan la victoria al PSOE (59,07%) de los votos, frente al PP (38'30%), con el resto de partidos sin conseguir llegar al 1%, en Castilla - La Mancha el triunfo fue para el PP con el 48.11% de los votos frente al PSOE, que obtuvo el 43.40%. Solo obtuvieron más del 1% de los votos IU-Izquierda CLM (3,84%) y UPyD (1,78%). Por primera vez en Castilla - La Mancha vencía el Partido Popular, convirtiéndose María Dolores de Cospedal en la presidenta de la Comunidad.
Elecciones generales de España de 2011 (Congreso de los Diputados)
En las elecciones celebradas el 20 de noviembre de 2011 consiguió la victoria el PP (47,59%) de los votos frente al PSOE. Superaron la barrera del 1% UPyD que alcanzó el 3,38%, e IU-CLM-LOS VERDES que se hizo con el 2,54%. La tasa de participación continuó siendo alta (76,52%).